# Bad Wildungen
Bad Wildungen (umgangssprachlich Wildungen; bis 1906 Nieder-Wildungen) ist eine Kleinstadt mit Heilbäderzentrum und Kurort im Landkreis Waldeck-Frankenberg im westlichen Nordhessen. Bad Wildungen war viele Jahre eines von fünf hessischen Staatsbädern.

## Geographie

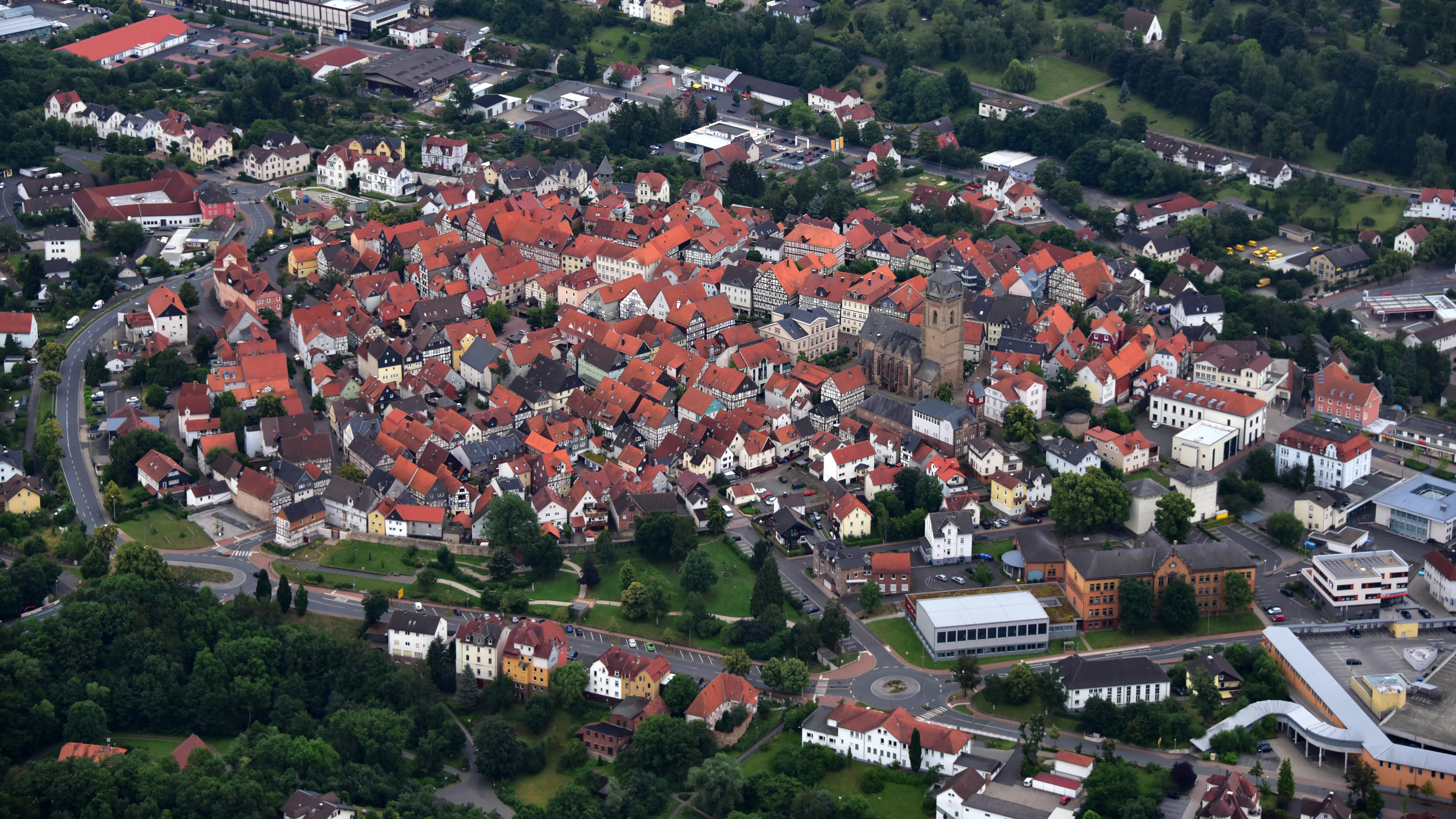
Bad Wildungen, Luftaufnahme (2016)

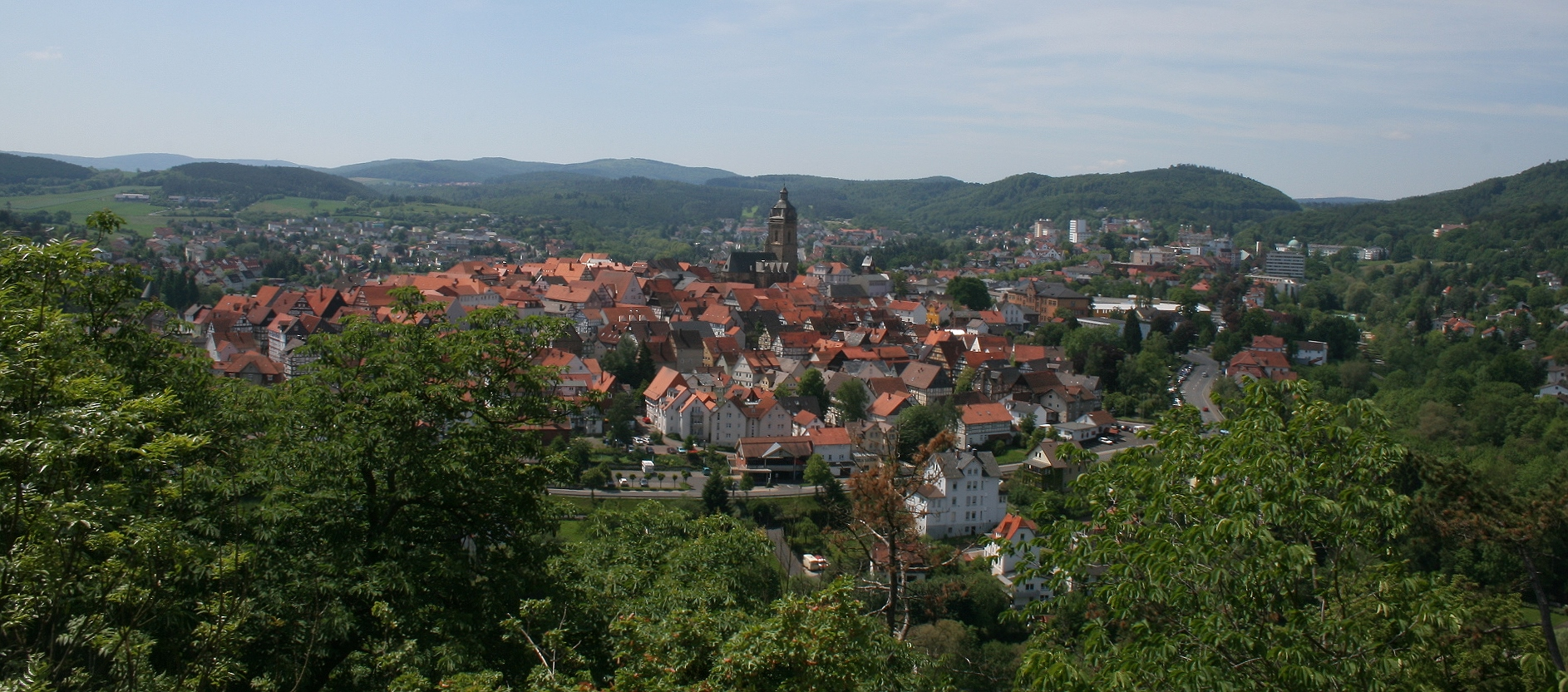
Blick über die Stadt

Bad Wildungen liegt an den Ausläufern des Kellerwalds im sogenannten Ferienland Waldeck (Waldecker Land). Die Stadt, die sich östlich des Hombergs ausbreitet, wird von der Wilde durchflossen, die beim Ortsteil Wega in die Eder mündet. Die Stadtteile Wega und Mandern liegen an der Eder. Dieser Fluss bildet, weiter flussaufwärts, den Edersee, einen Stausee, der sich etwa 10 km (Luftlinie) nordwestlich der Kernstadt von Bad Wildungen befindet. Die südwestlichen Stadtteile Hundsdorf, Armsfeld und Bergfreiheit werden von der Urff durchflossen.
Die nächsten größeren Städte sind Kassel (ca. 45 km; Nordosten), Marburg (ca. 60 km; Südwesten) und Korbach (ca. 28 km; Nordwesten).

### Nachbargemeinden
Bad Wildungen grenzt im Norden an die Gemeinde Edertal (Landkreis Waldeck-Frankenberg), im Osten an die Stadt Fritzlar, im Südosten an die Gemeinde Bad Zwesten (beide im Schwalm-Eder-Kreis), im Süden an die Gemeinde Haina sowie im Westen an die Stadt Frankenau (beide im Landkreis Waldeck-Frankenberg).

### Stadtgliederung
Mit der Kernstadt hat Bad Wildungen 14 Stadtteile, die meisten davon sind Walddörfer:
| Stadtteil                 | Einwohner, 30. Juni 2014 |
| ------------------------- | ------------------------ |
| Albertshausen             | 0.246                    |
| Altwildungen              | 2.358                    |
| Armsfeld                  | 0.267                    |
| Reinhardshausen           | 1.201                    |
| Bad Wildungen (Kernstadt) | 8.698                    |
| Bergfreiheit              | 0.343                    |
| Braunau                   | 0.665                    |
| Frebershausen             | 0.169                    |
| Hüddingen                 | 0.097                    |
| Hundsdorf                 | 0.295                    |
| Mandern                   | 0.636                    |
| Odershausen               | 1.275                    |
| Reitzenhagen              | 0.556                    |
| Wega                      | 0.639                    |
| Gesamt                    | 17.4990                  |

## Geschichte der Stadt

### Übersicht

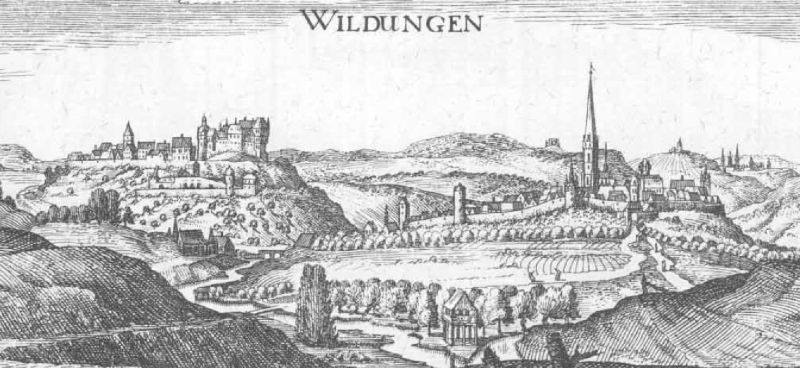
Ober- und Nieder-Wildungen – Auszug aus der Topographia Hassiae von Matthäus Merian 1655

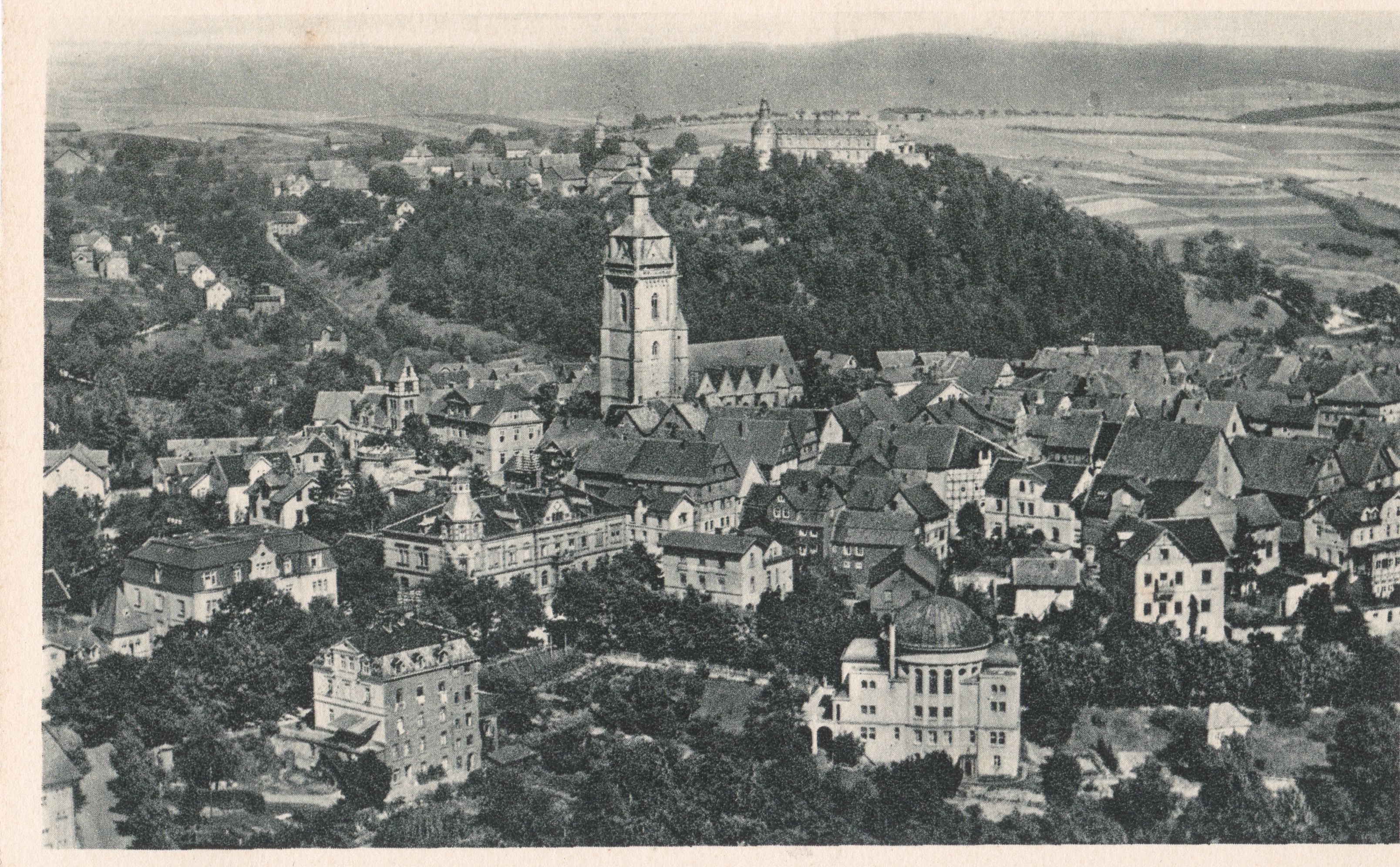
Bad Wildungen von Südsüdwesten, Luftaufnahme, 1925

Das Gebiet des heutigen Bad Wildungen war bereits um 2000 v. Chr. besiedelt. Dies lässt sich anhand zahlreicher bronzezeitlicher Hügelgräber nachweisen.
Die erste Erwähnung um etwa 800 stammt aus dem Güterverzeichnis Breviarium sancti Lulli (zweite Tafel) der Abtei Hersfeld als „villa Wildungun“. Diese Siedlung lag im Wildetal, östlich der heutigen Stadt. Eine Burg wurde um das Jahr 1200 durch den Ludowinger-Grafen Friedrich von Ziegenhain errichtet, der durch seine Heirat 1185 mit Lukardis, der Erbtochter des Grafen Gozmar III. von Ziegenhain, im Jahre 1186 Graf von Wildungen geworden war. Die von ihm begründete Grafschaft Wildungen endete bereits im Jahre 1247 mit dem Tod seiner Erbtochter Sophia. Um die Burg entwickelte sich der Ort Alt-Wildungen. Im Jahre 1242 erhielt der auf dem niedrigeren Hügel gegenüber der Burg gegründete Ort Nieder-Wildungen die Stadtrechte. 1358 wurden zwei Städte Wildungen erwähnt, und 1362 erhielt auch Alt-Wildungen Stadtrecht.
Ab 1263 gehörten die Burg und die beiden Orte zum Besitz der Grafen und späteren Fürsten von Waldeck. Grundlage war ein im Verlauf des Thüringisch-hessischen Erbfolgekriegs geschlossener Vertrag zwischen Landgraf Heinrich I. von Hessen und den Grafen von Waldeck. Von 1474 bis 1692 bestand auf Grund einer Erbteilung im Hause Waldeck eine Grafschaft Waldeck-Wildungen, die 1692 wieder mit dem Landesteil Waldeck-Eisenberg vereinigt wurde.
Die Stadt war ab 1850 Kreisstadt des Kreises der Eder, zunächst im Land Waldeck, ab 1929 in Preußen. Der Kreis wurde 1942 aufgelöst. Bad Wildungen kam damals zum Landkreis Waldeck, dessen Sitz sich in Korbach befand.
Im Jahre 1906 wurde die Stadt Nieder-Wildungen als Heilbad von europäischem Rang in Bad Wildungen umbenannt. Beginnend mit dem Jahr 1938 wurden in Bad Wildungen über zehn Bunker gebaut, weil das Oberkommando der Luftwaffe in den Ort, der wegen der Kliniken des Badeortes auch als Lazarettstandort geeignet erschien, verlegt werden sollte. Im Jahre 1940 wurde Altwildungen in die Stadt Bad Wildungen eingemeindet, und Bad Wildungen erhielt das Prädikat „Preußisches Staatsbad“. Nach dem Zweiten Weltkrieg wurde die Stadt Hessisches Staatsbad.

### Hexenprozesse

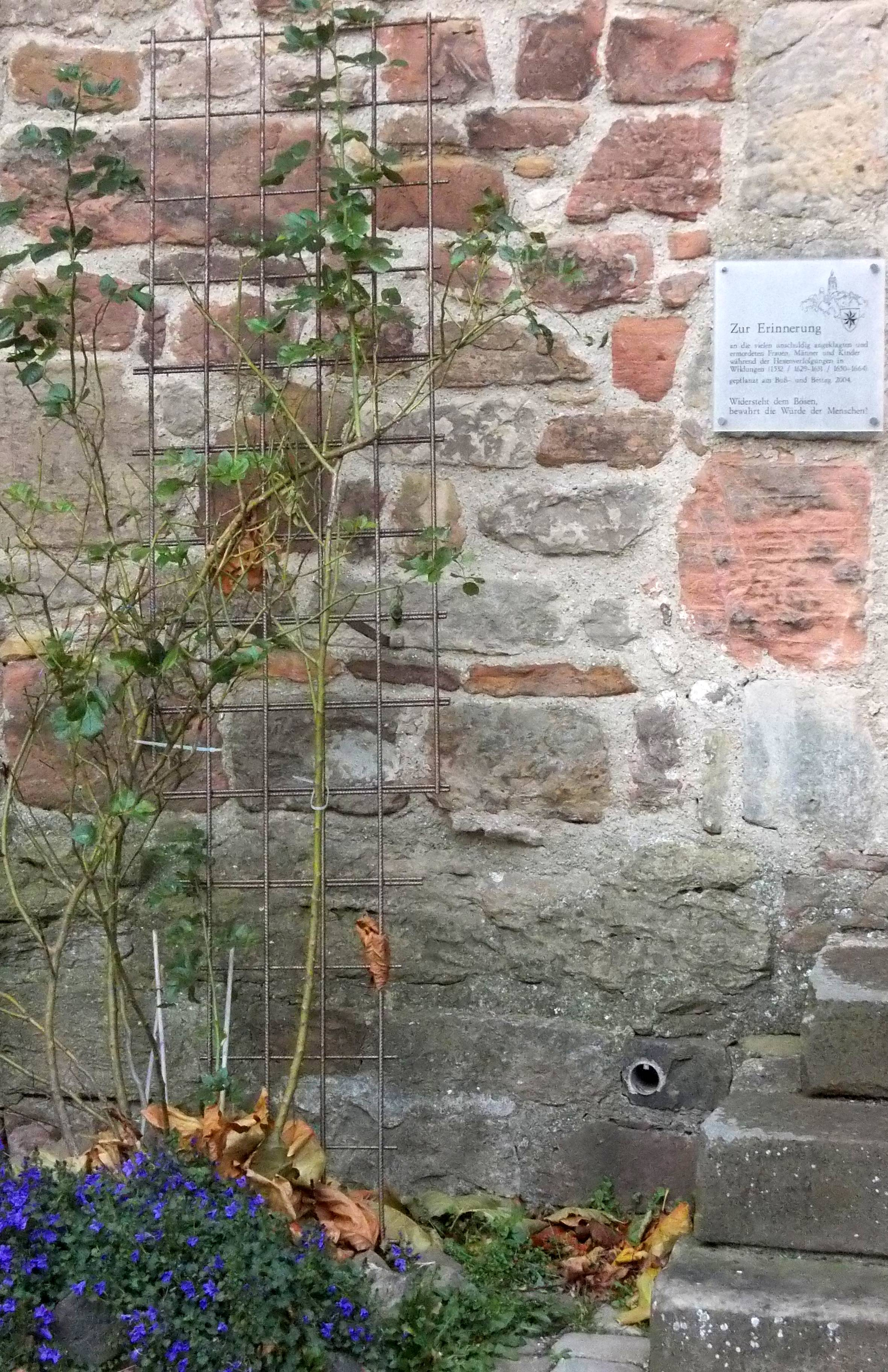
Tafel an der Wand der Stadtkirche Wildungen zur Erinnerung an die Opfer der Hexenverfolgung

Während der Hexenverfolgungen fielen in Wildungen 78 Menschen in den Jahren von 1532 bis 1664 Hexenprozessen zum Opfer. An der Stadtkirchenmauer erinnert eine Rose und eine Erinnerungsplatte an diese Geschehnisse. Wildungen hatte damals 1200 Einwohner. Allerdings endete nicht jeder Prozess mit einer Verurteilung und nicht jede Verurteilung bedeutete die Hinrichtung; auch lebenslange Verbannung konnte verfügt werden. Die Verfolgung in Wildungen geschah in drei Prozesswellen: 1532, 1629–1631 und 1650–1664.
- 153200000 Erster Hexenprozess gegen Gertraud Muck
- 1575–1578 Hexenverfolgungen
- 162900000 setzte eine Periode unerhörter Verfolgung unter Graf Christian von Waldeck ein: 29 Opfer bis 1632.
- 163000000 Maria Rörig hielt von September 1630 bis Mai 1631 die Folter standhaft aus: „Der liebe Gott habe sie im Gefängnis erhalten, ihm bliebe sie treu, sie sei unschuldig wie Jesus Christus.“ Graf Christian verfügte ihre Freilassung.
- 1650–1664 weitere 38 Opfer unter Graf Philipp VII.
- 165600000 Prozess gegen Susanne Weber, eine Tochter von Maria Rörig: „Ihr Ehemann bittet wegen der Kosten um Beschleunigung des Prozesses.“

### Geschichte der Jüdischen Gemeinde

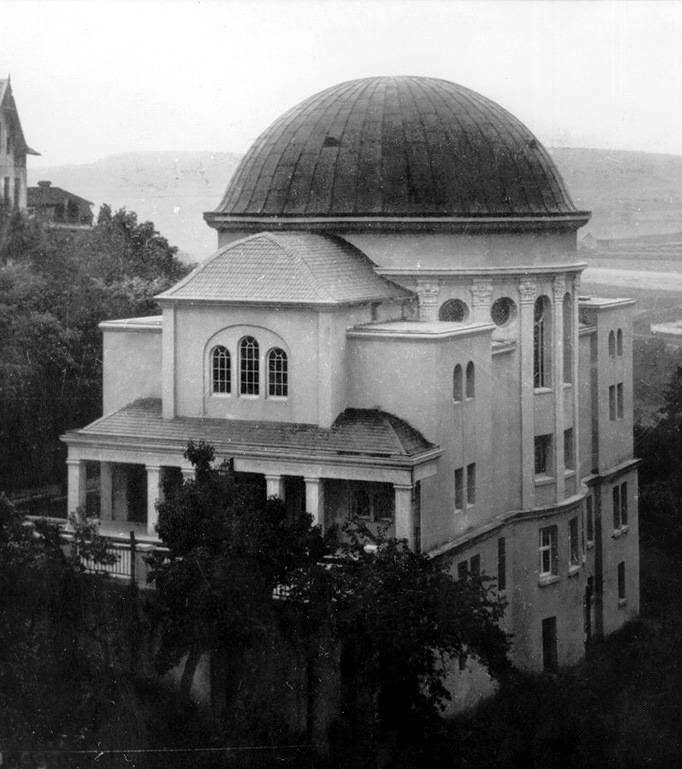
Die 1938 zerstörte Synagoge Bad Wildungen um 1914

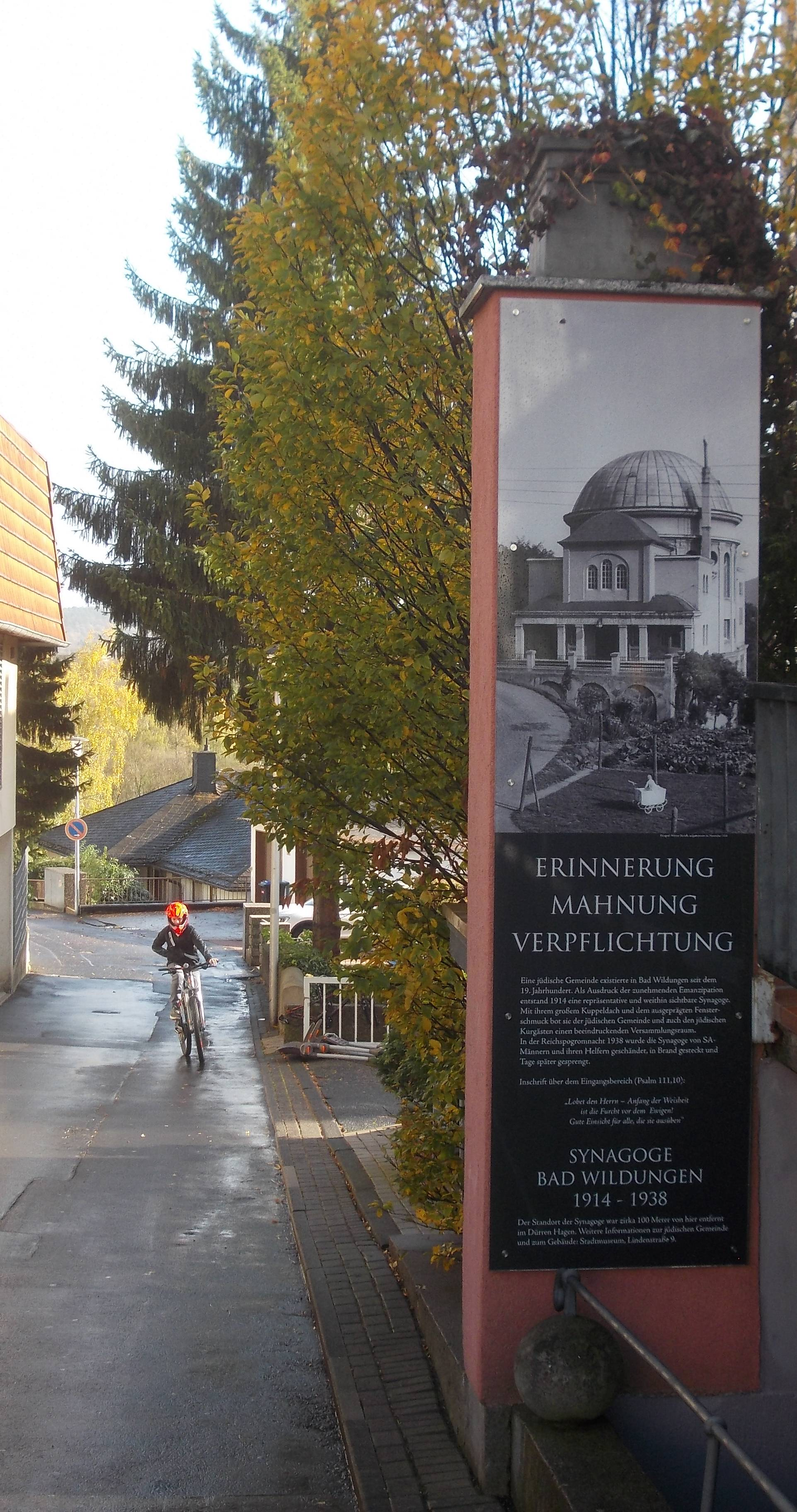
Erinnerungstafel an die ehemalige Synagoge, im Dürren Hagen

Seit dem 15. Jahrhundert lebten einzelne Juden und auch jüdische Familien in der Stadt. Fürst Karl August Friedrich (1728–1763) von Waldeck liberalisierte den Zugang, indem er Schutzbriefe an jüdische Personen verlieh, sofern sie ein Vermögen von mindestens 1000 Talern nachweisen konnten. Trotz der hohen Summe begann die Zuwanderung jüdischer Einwohner in das Fürstentum. Bald kamen auch ärmere Juden ins Waldecker Land, die das Schutzgeld nicht bezahlen konnten, aber auf bestimmte Zeit und auf Widerruf toleriert wurden. Nachdem das Fürstentum Waldeck im Jahre 1807 dem von Napoleon dominierten Rheinbund beigetreten war und Juden daraufhin den übrigen Untertanen rechtlich gleichgestellt wurden und die Schutzgelder entfielen, verstärkte sich der Zuzug. In der zweiten Hälfte des 19. Jahrhunderts wuchs ihre Zahl soweit an, dass 1877 eine jüdische Gemeinde (Kehillah) begründet werden konnte.
Im Jahre 1914 wurde die Synagoge gebaut, die den bis dahin genutzten gemieteten Betsaal ersetzte. 1933 lebten 150 jüdische Personen in etwa 35 Familien in Bad Wildungen. In den folgenden Jahren zog ein Teil von ihnen aufgrund der zunehmenden Repressalien und Entrechtung weg oder wanderte aus. Während der Novemberpogrome 1938 in der Nacht vom 9. auf den 10. November 1938 wurde die Synagoge geplündert und durch Brandstiftung zerstört. Die Feuerwehr war zwar anwesend, schützte jedoch nur die benachbarten Gebäude. Der Vorstand der Gemeinde musste kurz darauf das Grundstück an die Stadt Bad Wildungen abtreten, die „als Gegenleistung“ die Reste der Synagoge entfernte. Heute sind keine Reste der Synagoge mehr sichtbar. Im Oktober/November 1939 wurden die letzten 40 jüdischen Einwohner in Sammelunterkünfte nach Kassel zwangseingewiesen. Von dort wurden sie 1941/1942 in drei Transporten in das Ghetto Riga oder in Vernichtungslager verschleppt.

### Gemeindeentwicklung
Als älteste Siedlung mit dem Namen Wildungen im Bereich der heutigen Stadt Bad Wildungen gilt das Dorf Wildungen mit einer Erwähnung zwischen 775 und 786 in einer Urkunde der Reichsabtei Hersfeld.
Bis zum 27. Oktober 1906 trug das heutige Bad Wildungen den Namen Nieder-Wildungen.
Die Nachbarorte Altwildungen, Reitzenhagen und Reinhardshausen wurden im Jahr 1940 eingemeindet. Im Zuge der Gebietsreform in Hessen folgte auf freiwilliger Basis zunächst die Gemeinde Wega am 31. Dezember 1970; dann kamen Hundsdorf am 1. Juli, sowie Albertshausen und Braunau am 1. Oktober 1971 hinzu. Die Reihe der Eingemeindungen wurde mit der Eingliederung von Frebershausen, Armsfeld, Bergfreiheit, Hüddingen, Mandern und Odershausen am 31. Dezember 1971 abgeschlossen. Für alle nach Bad Wildungen eingegliederten Gemeinden wurden Ortsbezirke mit Ortsbeirat und Ortsvorsteher nach der Hessischen Gemeindeordnung gebildet.

### Verwaltungsgeschichte im Überblick
Die folgende Liste zeigt die Staaten und Verwaltungseinheiten, denen (Bad) Wildungen angehörte:
- vor 1712: Heiliges Römisches Reich, Grafschaft Waldeck, Amt Wildungen
- ab 1712: Heiliges Römisches Reich, Fürstentum Waldeck, Amt Wildungen
- ab 1806: Fürstentum Waldeck, Amt Wildungen
- ab 1815: Fürstentum Waldeck, Oberamt der Eder
- ab 1816: Fürstentum Waldeck, Oberjustizamt der Eder
- ab 1850: Fürstentum Waldeck-Pyrmont (seit 1849), Kreis der Eder[Anm. 1]
- ab 1871: Deutsches Reich, Fürstentum Waldeck-Pyrmont, Kreis der Eder
- ab 1919: Deutsches Reich, Freistaat Waldeck-Pyrmont, Kreis der Eder
- ab 1929: Deutsches Reich, Freistaat Preußen, Provinz Hessen-Nassau, Regierungsbezirk Kassel, Kreis der Eder
- ab 1942: Deutsches Reich, Freistaat Preußen, Provinz Hessen-Nassau, Regierungsbezirk Kassel, Landkreis Waldeck
- ab 1944: Deutsches Reich, Freistaat Preußen, Provinz Kurhessen, Regierungsbezirk Kassel, Landkreis Waldeck
- ab 1945: Deutsches Reich, Amerikanische Besatzungszone, Groß-Hessen, Regierungsbezirk Kassel, Landkreis Waldeck
- ab 1946: Deutsches Reich, Amerikanische Besatzungszone, Hessen, Regierungsbezirk Kassel, Landkreis Waldeck
- ab 1949: Bundesrepublik Deutschland, Hessen, Regierungsbezirk Kassel, Landkreis Waldeck
- ab 1974: Bundesrepublik Deutschland, Hessen, Regierungsbezirk Kassel, Landkreis Waldeck-Frankenberg

## Bevölkerung

### Einwohnerstruktur 2011
Nach den Erhebungen des Zensus 2011 lebten am Stichtag, dem 9. Mai 2011, in Bad Wildungen 16.592 Einwohner. Darunter waren 980 (5,9 %) Ausländer, von denen 330 aus dem EU-Ausland, 398 aus anderen europäischen Ländern und 252 aus anderen Staaten kamen. Von den deutschen Einwohnern hatten 18,7 % einen Migrationshintergrund. (Bis zum Jahr 2020 erhöhte sich die Ausländerquote auf 13,5 %.) Nach dem Lebensalter waren 2559 Einwohner unter 18 Jahren, 6450 waren zwischen 18 und 49, 3651 zwischen 50 und 64 und 3930 Einwohner waren älter. Die Einwohner lebten in 7850 Haushalten. Davon waren 3126 Singlehaushalte, 2148 Paare ohne Kinder und 1818 Paare mit Kindern, sowie 590 Alleinerziehende und 168 Wohngemeinschaften. In 1920 Haushalten lebten ausschließlich Senioren und in 5151 Haushaltungen lebten keine Senioren.

### Einwohnerentwicklung
Quelle: Historisches Ortslexikon
- 1620: 251 Häuser
- 1650: 166 Häuser
- 1738: 272 Wohnhäuser
- 1770: 279 Häuser, 1498 Einwohner

| Bad Wildungen: Einwohnerzahlen von 1834 bis 2020 | Bad Wildungen: Einwohnerzahlen von 1834 bis 2020 | Bad Wildungen: Einwohnerzahlen von 1834 bis 2020 | Bad Wildungen: Einwohnerzahlen von 1834 bis 2020 | Bad Wildungen: Einwohnerzahlen von 1834 bis 2020 |
| --- | ------------------------------------------------ | ------------------------------------------------ | ------------------------------------------------ | ------------------------------------------------ |
| Jahr |                                                  |                                                  |                                                  | Einwohner                                        |
| 1834 | 1834                                             |                                                  | 2.845                                            | 2.845                                            |
| 1840 | 1840                                             |                                                  | 2.890                                            | 2.890                                            |
| 1846 | 1846                                             |                                                  | 2.794                                            | 2.794                                            |
| 1852 | 1852                                             |                                                  | 2.818                                            | 2.818                                            |
| 1858 | 1858                                             |                                                  | 2.893                                            | 2.893                                            |
| 1864 | 1864                                             |                                                  | 2.971                                            | 2.971                                            |
| 1871 | 1871                                             |                                                  | 2.976                                            | 2.976                                            |
| 1875 | 1875                                             |                                                  | 2.836                                            | 2.836                                            |
| 1885 | 1885                                             |                                                  | 3.364                                            | 3.364                                            |
| 1895 | 1895                                             |                                                  | 3.841                                            | 3.841                                            |
| 1905 | 1905                                             |                                                  | 4.659                                            | 4.659                                            |
| 1910 | 1910                                             |                                                  | 4.959                                            | 4.959                                            |
| 1925 | 1925                                             |                                                  | 6.455                                            | 6.455                                            |
| 1939 | 1939                                             |                                                  | 7.239                                            | 7.239                                            |
| 1946 | 1946                                             |                                                  | 10.773                                           | 10.773                                           |
| 1950 | 1950                                             |                                                  | 11.379                                           | 11.379                                           |
| 1956 | 1956                                             |                                                  | 11.120                                           | 11.120                                           |
| 1961 | 1961                                             |                                                  | 11.210                                           | 11.210                                           |
| 1967 | 1967                                             |                                                  | 12.041                                           | 12.041                                           |
| 1973 | 1973                                             |                                                  | 15.584                                           | 15.584                                           |
| 1975 | 1975                                             |                                                  | 15.418                                           | 15.418                                           |
| 1980 | 1980                                             |                                                  | 15.665                                           | 15.665                                           |
| 1985 | 1985                                             |                                                  | 15.248                                           | 15.248                                           |
| 1990 | 1990                                             |                                                  | 16.882                                           | 16.882                                           |
| 1995 | 1995                                             |                                                  | 18.086                                           | 18.086                                           |
| 2000 | 2000                                             |                                                  | 18.175                                           | 18.175                                           |
| 2005 | 2005                                             |                                                  | 17.979                                           | 17.979                                           |
| 2010 | 2010                                             |                                                  | 17.376                                           | 17.376                                           |
| 2011 | 2011                                             |                                                  | 16.592                                           | 16.592                                           |
| 2015 | 2015                                             |                                                  | 16.777                                           | 16.777                                           |
| 2020 | 2020                                             |                                                  | 17.287                                           | 17.287                                           |
| Datenquelle: Historisches Gemeindeverzeichnis für Hessen: Die Bevölkerung der Gemeinden 1834 bis 1967. Wiesbaden: Hessisches Statistisches Landesamt, 1968. Weitere Quellen: LAGIS; Hessisches Statistisches Informationssystem; Zensus 2011 Nach 1970 einschließlich der im Zuge der Gebietsreform in Hessen eingegliederten Orte. |                                                  |                                                  |                                                  |                                                  |

### Religionszugehörigkeit
| • 1885: | 2823 evangelische (= 94,19 %), 67 katholische (= 3,24 %), ein anderer christlich-konfessioneller (= 0,03 %), 106 jüdische (= 3,54 %) Einwohner      |
| • 1961: | 9238 evangelische (= 82,41 %), 1668 katholische (= 14,88 %) Einwohner                                                                               |
| • 1987: | 11340 evangelische (= 59,07 %), 2671 katholische (= 16,93 %), 1768 sonstige (= 11,20 %) Einwohner                                                   |
| • 2011: | 9320 evangelische (= 56,5 %), 2930 katholische (= 17,8 %), 320 orthodoxe (= 1,9 %), 320 andersgläubig (= 3,4 %), 3160 sonstige (= 19,1 %) Einwohner |

## Politik
Am 23. September 2008 erhielt die Stadt den von der Bundesregierung verliehenen Titel „Ort der Vielfalt“.

### Stadtverordnetenversammlung
Die Kommunalwahl am 14. März 2021 lieferte folgendes Ergebnis, in Vergleich gesetzt zu früheren Kommunalwahlen:
| Stadtverordnetenversammlung – Kommunalwahlen 2021 | Stadtverordnetenversammlung – Kommunalwahlen 2021                                                                                  |
| --- | --- |
| Stimmenanteil in %Wahlbeteiligung: 44,1 % 403020100 31,923,717,515,66,94,4keine CDUSPDFWGrüneFDPLinkeSonst.Gewinne und Verlusteim Vergleich zu 2016 %p 8 6 4 2 0 −2 −4 −6 −8−3,0−2,5+5,4+6,2−0,3+2,1−7,8CDUSPDFWGrüneFDPLinkeSonst. | Sitzverteilung in der Stadtverordnetenversammlung 2021Insgesamt 37 Sitze - Linke: 2 - SPD: 9 - Grüne: 6 - FDP: 2 - FW: 6 - CDU: 12 |

| Parteien und Wählergemeinschaften | Parteien und Wählergemeinschaften               | 2021  | 2021  | 2016  | 2016  | 2011  | 2011  | 2006  | 2006  | 2001  | 2001  |
| Parteien und Wählergemeinschaften | Parteien und Wählergemeinschaften               | %     | Sitze | %     | Sitze | %     | Sitze | %     | Sitze | %     | Sitze |
| --------------------------------- | ----------------------------------------------- | ----- | ----- | ----- | ----- | ----- | ----- | ----- | ----- | ----- | ----- |
| CDU                               | Christlich Demokratische Union Deutschlands     | 31,9  | 12    | 34,9  | 13    | 37,1  | 14    | 41,3  | 15    | 42,1  | 16    |
| SPD                               | Sozialdemokratische Partei Deutschlands         | 23,7  | 9     | 26,2  | 10    | 33,5  | 12    | 33,4  | 12    | 34,9  | 13    |
| FW                                | Freie Wähler Bad Wildungen (bis 2016 FWG)       | 17,5  | 6     | 12,1  | 4     | 6,7   | 3     | 6,0   | 2     | 11,0  | 4     |
| Grüne                             | Bündnis 90/Die Grünen                           | 15,6  | 6     | 9,4   | 3     | 13,4  | 5     | 4,7   | 2     | 5,6   | 2     |
| FDP                               | Freie Demokratische Partei                      | 6,9   | 2     | 7,2   | 3     | 5,9   | 2     | 13,3  | 5     | 5,6   | 2     |
| Linke                             | Die Linke                                       | 4,4   | 2     | 2,3   | 1     | 3,4   | 1     | 1,4   | 1     | —     | —     |
| WfW                               | Wir für Wildungen                               | —     | —     | 7,8   | 3     | —     | —     | —     | —     | —     | —     |
| PASS                              | Partei der Arbeitswilligen und Sozial Schwachen | —     | —     | —     | —     | —     | —     | —     | —     | 0,7   | 0     |
| Gesamt                            | Gesamt                                          | 100,0 | 37    | 100,0 | 37    | 100,0 | 37    | 100,0 | 37    | 100,0 | 37    |
| Wahlbeteiligung in %              | Wahlbeteiligung in %                            | 44,1  | 44,1  | 42,1  | 42,1  | 42,7  | 42,7  | 49,3  | 49,3  | 45,5  | 45,5  |

### Bürgermeister
Nach der hessischen Kommunalverfassung wird der Bürgermeister für eine sechsjährige Amtszeit gewählt, seit dem Jahr 1993 in einer Direktwahl, und ist Vorsitzender des Magistrats, dem in der Stadt Bad Wildungen neben dem Bürgermeister ehrenamtlich ein Erster Stadtrat und acht weitere Stadträte angehören. Bürgermeister ist seit dem 1. September 2018 Ralf Gutheil (SPD). Er setzte sich am 18. März 2018 in einer Stichwahl gegen Amtsinhaber Volker Zimmermann (FDP), der sich um eine dritte Amtszeit beworben hatte, bei 40,85 Prozent Wahlbeteiligung mit 55,51 Prozent der Stimmen durch. Es folgte eine Wiederwahl im März 2024.
Amtszeiten der Bürgermeister
- 2018–2030 Ralf Gutheil (SPD)[33]
- 2006–2018 Volker Zimmermann (FDP)[34]
- 1994–2006 Reinhard Grieneisen (CDU)[37]
- 1970–1994 Albrecht Lückhoff[38]

### Wappen
| Wappen von Bad Wildungen | Blasonierung: „In silbern damasziertem Schwarz ein achtstrahliger goldener Stern.“ |
| Wappen von Bad Wildungen | Wappenbegründung: Das älteste bekannte Siegel der Stadt von 1258 zeigt den Grafen von Thüringen als reitenden Ritter (damals die Stadt war im Besitz der Grafen von Thüringen). Das nächste Siegel aus dem Jahr 1262 zeigt den Waldecker Stern, da die Stadt nun im Besitz der Grafen von Waldeck war. Spätere Siegel zeigten den Stern mit einem Bild einer Frau in der Basis des Schildes. Sowohl das Siegel mit als auch das ohne die Frau wurden im Laufe der Jahrhunderte parallel verwendet. Im 18. Jahrhundert wurde der schwarze Stern in Gold in einen goldenen Stern in Schwarz umgewandelt, um das Wappen der Stadt von dem des Fürstentums Waldeck zu unterscheiden zu können. |

### Flagge
Am 6. Juni 1955 genehmigte der Hessische Minister des Innern die Flagge mit folgender Beschreibung:

„In einem von Schwarz und Gold geteilten Feld oben vorne in Schwarz ein goldener achtstrahliger Stern.“

### Städtepartnerschaften
Bad Wildungen unterhält mit folgenden Städten eine Städtepartnerschaft:
- Saffron Walden, Vereinigtes Königreich (seit 1986)
- Yichun, Volksrepublik China (seit 1988)
- Saint-Jean-de-Maurienne, Frankreich (seit 1990)
- Bad Berka, Deutschland

## Kultur und Sehenswürdigkeiten

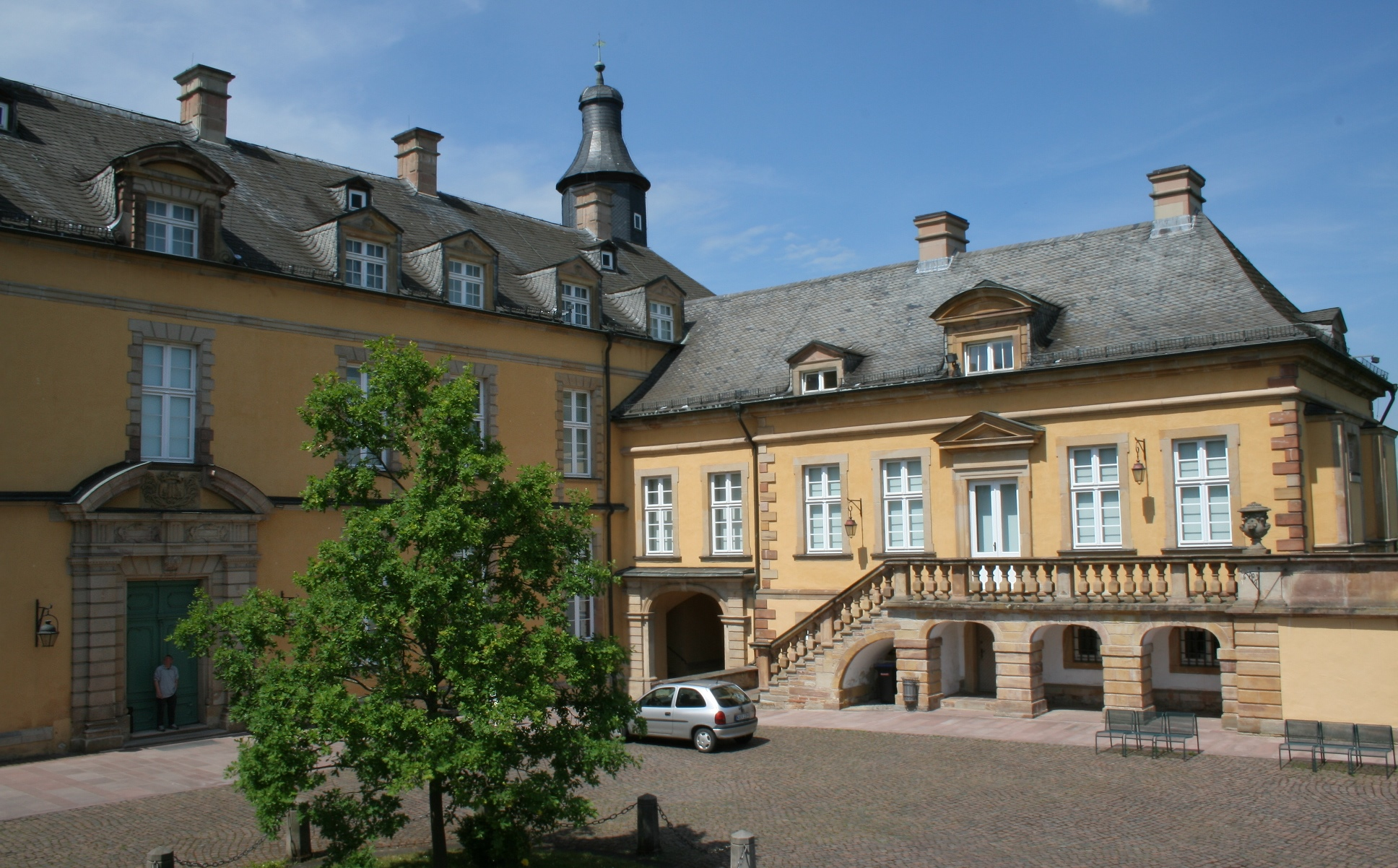
Schloss Friedrichstein

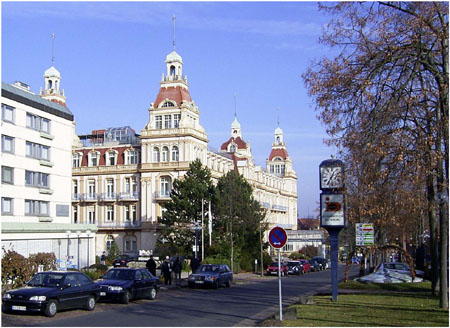
Fürstenhof

### Museen
- Informationen über die Region bieten das Quellenmuseum,[41] das Stadtmuseum und das Museum für Militär- und Jagdgeschichte der Staatlichen Museen Kassel im barocken Schloss Friedrichstein.
- Im Ortsteil Bergfreiheit bestehen ein Museum im ehemaligen Bergamt sowie das Besucherbergwerk Bertsch und das „Schneewittchenhaus“ in der Ortsmitte.
- Das „Lebendige Museum“ im Stadtteil Odershausen bietet Ausstellungen und Aktionstage zur Landwirtschaft in alter Zeit.
- Das Lapidarium ist eine Gesteins-Ausstellung im Kellergewölbe von Schloss Friedrichstein.

### Theater
- Theatervorstellungen der Reihe „Star-Theater“ und Weihnachtsmärchen werden in der Wandelhalle Bad Wildungen aufgeführt.
- Im Ortsteil Bergfreiheit werden jeweils Fronleichnam und am dritten Sonntag im August auf der Naturwaldbühne Märchenstücke der Brüder Grimm aufgeführt.

### Musik
- Es finden Kammerkonzerte auf Schloss Friedrichstein, Kirchenkonzerte der Bad Wildunger Kirchengemeinden und Chorkonzerte der Wildunger Musik-Werkstatt statt.
- Klassik-, Jazz-, Samba- und Folkkonzerte bzw. Festivals finden in der Wandelhalle Bad Wildungen, im Stadtgebiet und im Schloss statt.
- Schloss Friedrichstein ist Schauplatz des Internationalen Festivals für Folk- und Weltmusik „Folk im Kurpark“ (Ende Juli) sowie der Kult-Veranstaltung „Rock im Schloss“ (Mitte August).
- Anfang September findet auf der Promenade der Brunnenallee das traditionelle Stadtfest mit Blumenkorso statt, im zweijährigen Wechsel mit dem Sambafestival, eine der größten Veranstaltungen dieser Art in Deutschland.[42]
- Kur- und Abendkonzerte sowie Volksmusikveranstaltungen finden in den beiden Wandelhallen statt.

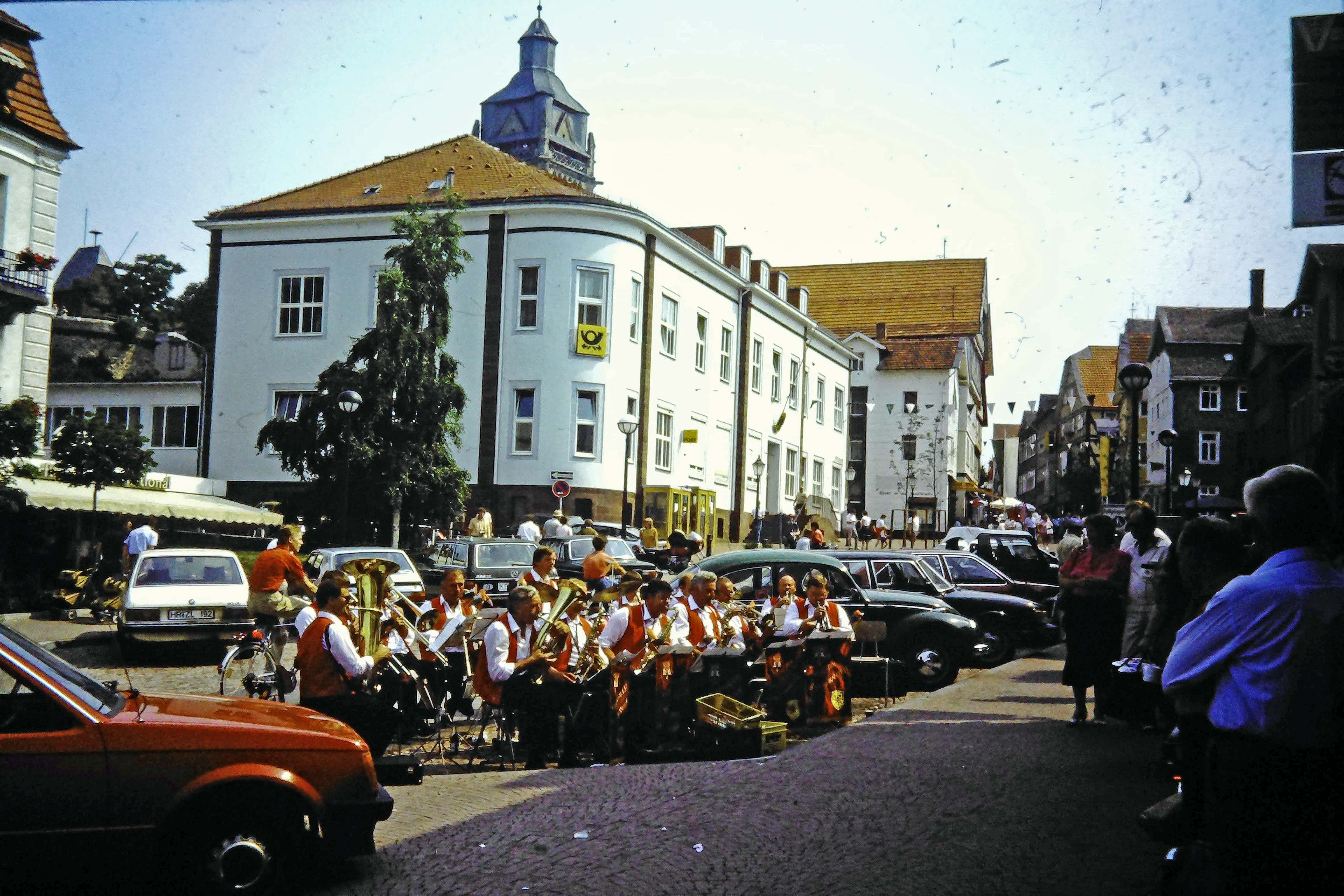
Platzkonzert vor dem Postamt in der Brunnenstraße (1985)

### Weitere Veranstaltungen
Im Jahre 2006 fand in Bad Wildungen die 3. Hessische Landesgartenschau statt. Das ca. 18 ha große gestaltete, stadtnahe Gelände mit dem Aqua Choros, Sonnentreppe, Auenpark an der Königsquelle, Goldene Gärten, Sport- und Spielaue im Bornebach ist seit 2007 als „Hessens schönster Garten“ zugänglich.
Wöchentlich wird der Landmarkt abgehalten. Regelmäßig im Juni findet ein Jazz-Festival statt, Mitte Juli gibt es einen Kram- und Viehmarkt sowie im Dezember einen Weihnachtsmarkt. Anfang September werden im zweijährigen Wechsel das „Stadtfest mit Blumenkorso“ sowie das Sambafestival veranstaltet.
Seit 2004 finden im Frühjahr die deutschen Jugendmeisterschaften im Billard in allen Spielarten statt und im Herbst die deutsche Meisterschaft der Erwachsenen in ebenfalls allen Spielarten.
Am Karsamstag wird im Ortsteil Bergfreiheit das Osterfeuer durch einen Kinderfackelzug entzündet und ein kleines Fest mit Musik gefeiert. Der Ostersonntag beginnt mit einem Ostergottesdienst und gemeinsamen Frühstück in der Bergmannskirche. Nachmittags startet im Dorfpark der traditionelle Eierlauf. Die örtliche Symbolfigur Schneewittchen ehrt die Sieger.

### Bauwerke

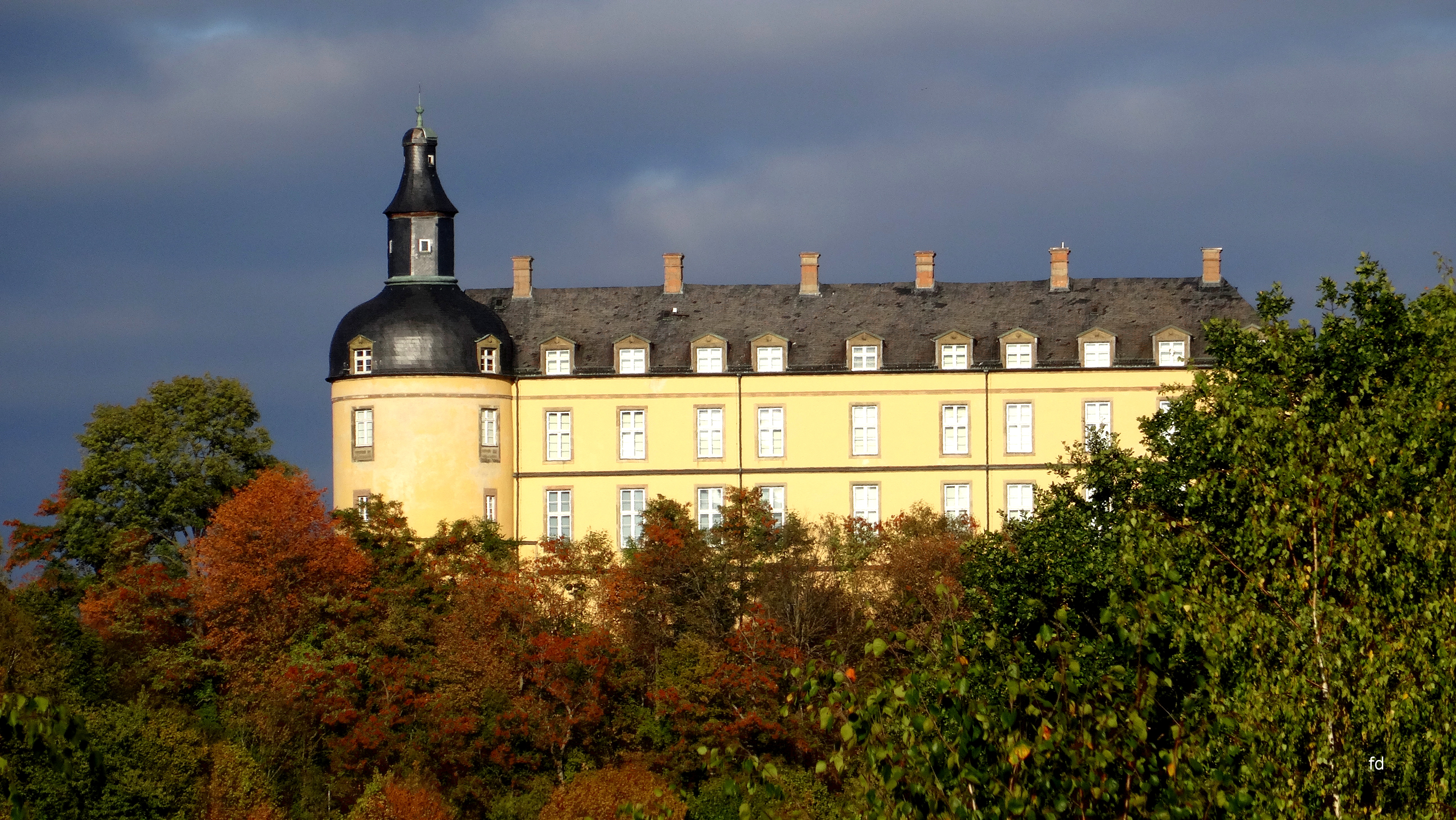
Schloss Friedrichstein

Oberhalb von Bad Wildungen befindet sich das Barockschloss Friedrichstein, das 1660 von Graf Josias II. begonnen und von 1707 bis 1714 unter Fürst Friedrich Anton Ulrich fertiggestellt wurde.
Im Stadtzentrum und entlang der Brunnenallee gibt es zahlreiche Villen des Historismus. Im ehemaligen Hotel Fürstenhof, 1902 als Luxushotel erbaut, einem imposanten schlossartigen Bau im Stil des Neobarock, ist heute eine Klinik der Asklepios-Krankenhauskette untergebracht.

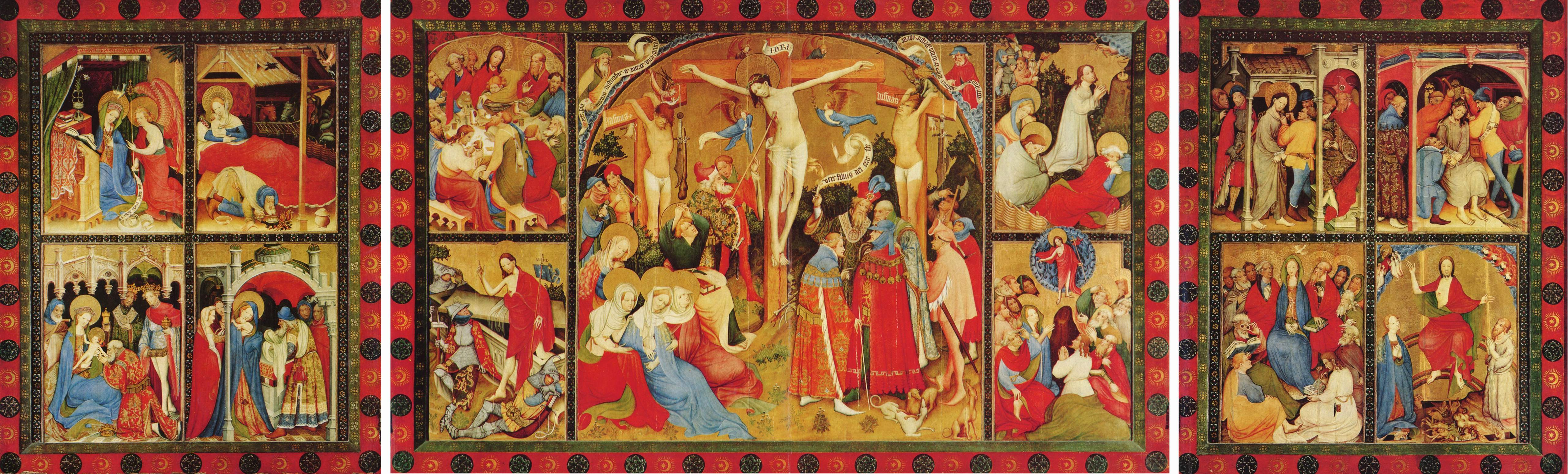
Wildunger Altar

Im Zentrum der Altstadt steht die evangelische Stadtkirche, eine spätgotische Hallenkirche aus dem 14. Jahrhundert. In ihr befindet sich der 1403 oder 1404 für die Pfarrkirche von Wildungen entstandene Wildunger Altar von Conrad von Soest (um 1370–1422), einer der bedeutendsten Flügelaltäre der Spätgotik und das einzige gesicherte Werk dieses westfälischen Meisters.
Der Altar weist alle Merkmale des „Weichen Stils“ auf. In den Figurendarstellungen liegt eine leicht schwingende Haltung, die kostbaren Gewänder erinnern an die Kleidung am burgundischen Hof. Auffallend sind die Farbkontraste: leuchtende Goldfarben sowie ein tiefes Blau. Das Altarbild ist ein Triptychon und besteht aus einem größeren Mittelteil und den beiden kleineren auf den einklappbaren Außenflügeln. Er zeigt 13 Szenen aus dem Leben Christi, dabei beziehen sich vier auf die Kindheit Jesu, vier auf die Passionsgeschichte und vier auf das nachösterliche Geschehen. Der Mittelteil zeigt den Kalvarienberg mit einer eindrucksvollen Kreuzigungsszene, umrahmt von vier kleinformatigen Bildern. Im rechten Teil – unteres linkes Bild – befindet sich die älteste Darstellung einer Brille nördlich der Alpen. Aufgeklappt ist der Altar fast sechs Meter breit. Ein besonderes Werk zeitgenössischer Kunst in der Evangelischen Stadtkirche ist die Chorverglasung von Wilhelm Buschulte, die ästhetische und denkmalpflegerische Anforderungen in einer Symbiose vereint.

### Parks

#### Kurpark

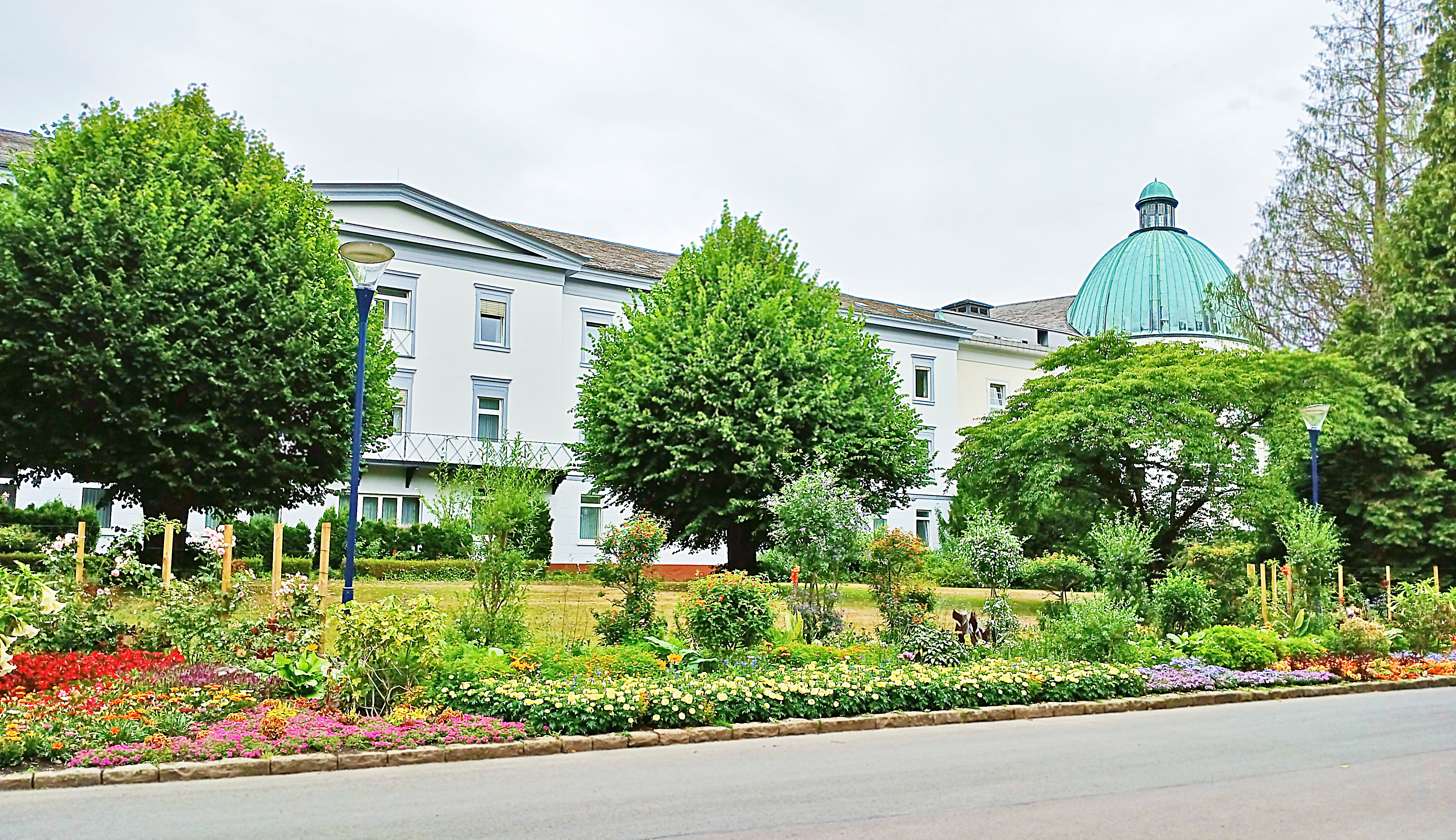
Kurpark unterhalb der Asklepios Klinik

Ende der 1990er Jahre wurde der Kurpark der Stadt Bad Wildungen nach Westen hin durch eine naturnahe „grüne Brücke“ mit dem benachbarten Kurpark Reinhardshausen zu einem Großkurpark verbunden, der nun mit einer Fläche von 50 Hektar als der größte Kurpark Europas angesehen werden kann. Darin sind neben Wanderwegen sowie Joggingstrecken auch Terrain-Kur-Wege für Herz- und Kreislaufpatienten ausgeschildert. Der Park gehört seit 2009 zum European Garden Heritage Network.

#### Landesgartenschau 2006

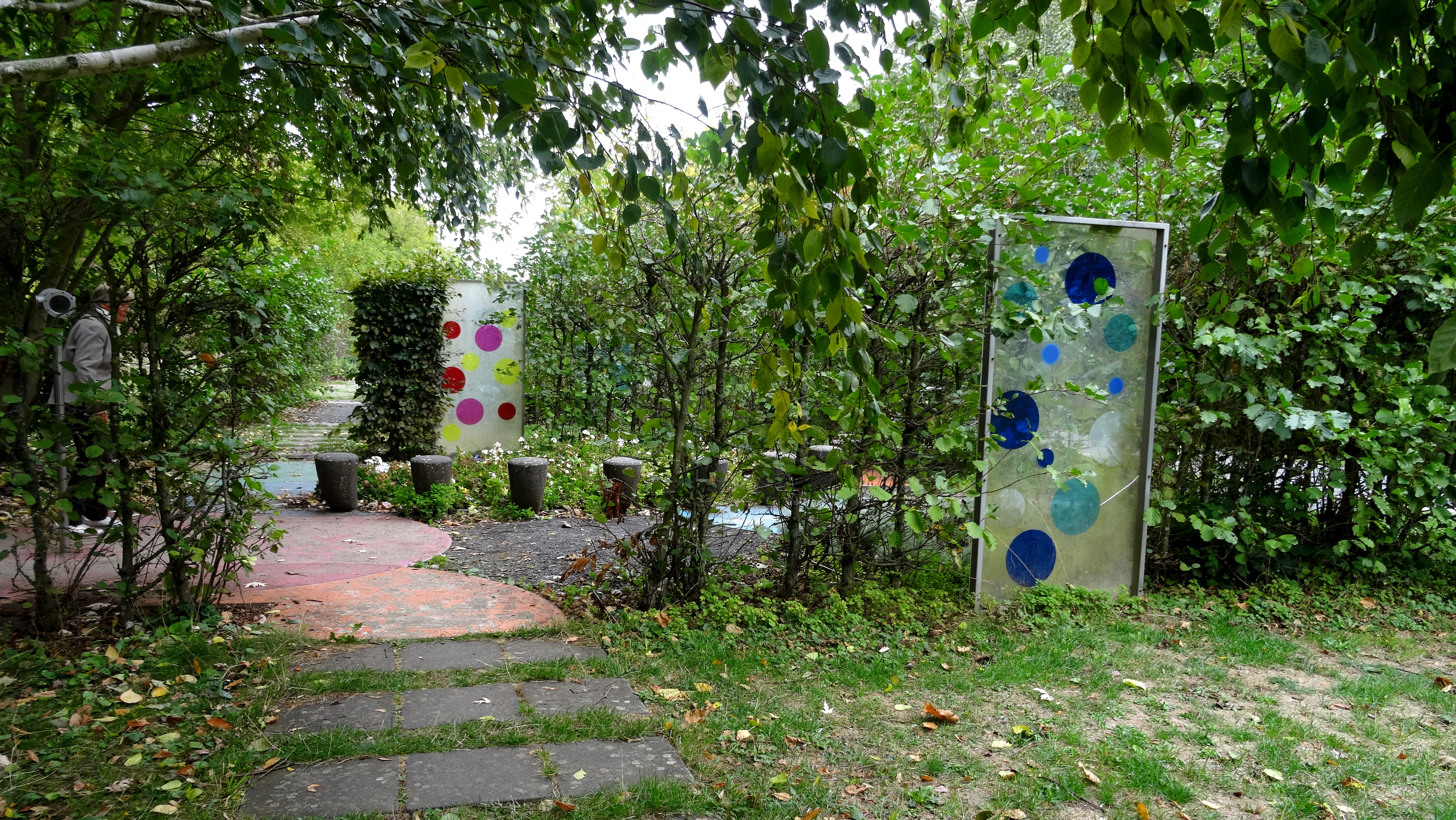
Teil der Gartenschau

2006 kamen aus Anlass der Landesgartenschau 18 Hektar zum Kurpark hinzu, an dessen östlichem Ende sich unterhalb von Schloss Friedrichstein der Königsquellenpark befindet. Im Westen grenzt das ehemalige Landesgartenschaugelände an den historischen, im Stil eines englischen Gartens gestalteten, Kurpark an der Georg-Viktor-Quelle an. Die Gartenschau wurde von 436.000 Besuchern aufgesucht. Das Gebiet ist jetzt ein von Wiesenflächen geprägter Park.

#### Skulpturenweg Bad Wildungen

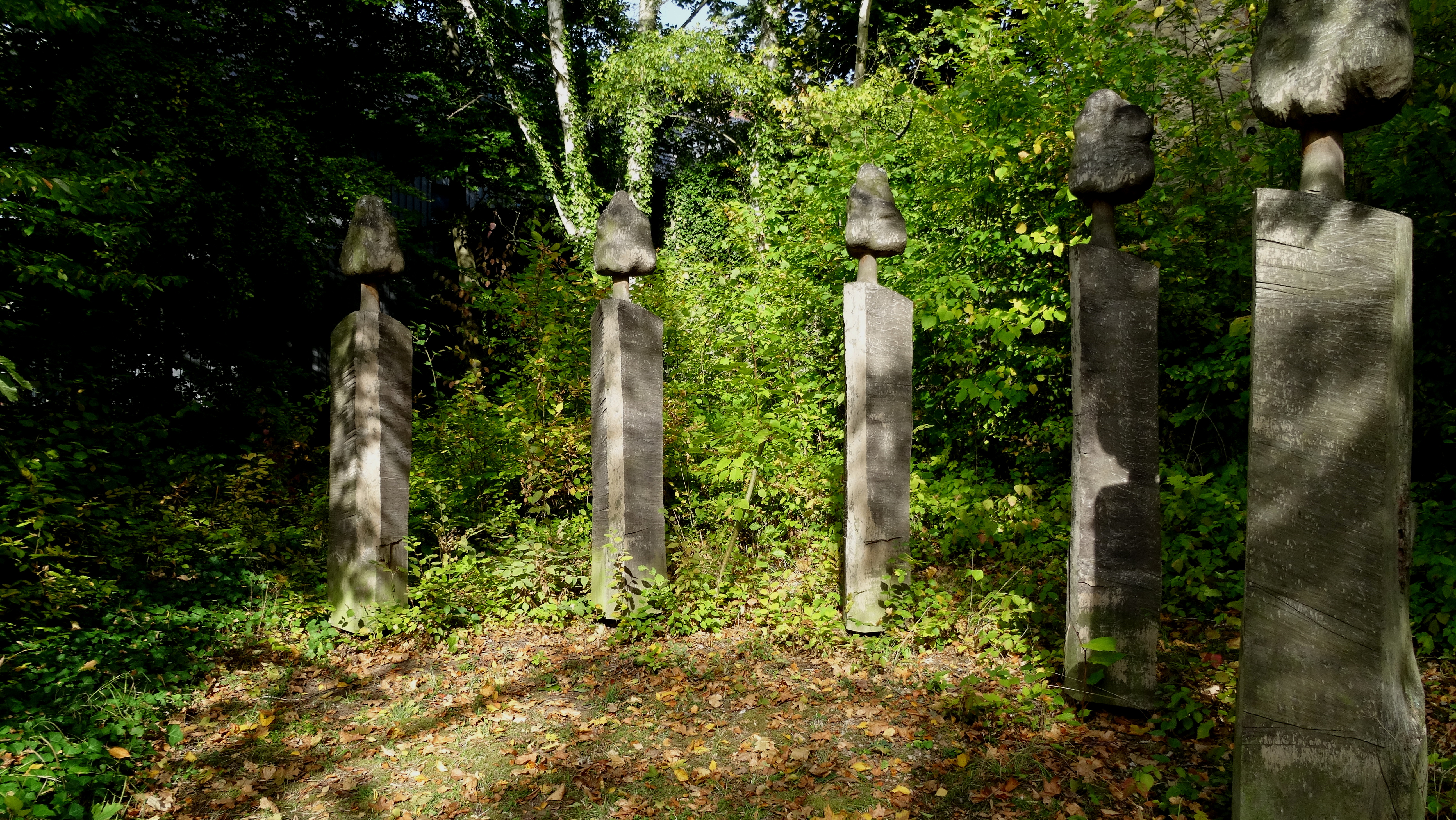
Skulpturen unterhalb von Schloss Friedrichstein

Unter dem Thema „Paradiesische Begleiter“ entstand während der Landesgartenschau ein Skulpturenweg. Für den nahe der Schlossquelle beginnenden Schlossbergweg, der zur Schlossanlage Friedrichstein führt, entstanden neun Kunstwerke. Die Künstler wurden über einen hessenweit ausgelobten Wettbewerb von einer Jury ausgewählt. Als Material fand bis auf eine Ausnahme primär Holz Verwendung. Initiiert wurde das Projekt vom Bundesverband Bildender Künstlerinnen und Künstler, Landesverband Hessen e. V.

### Naturdenkmäler

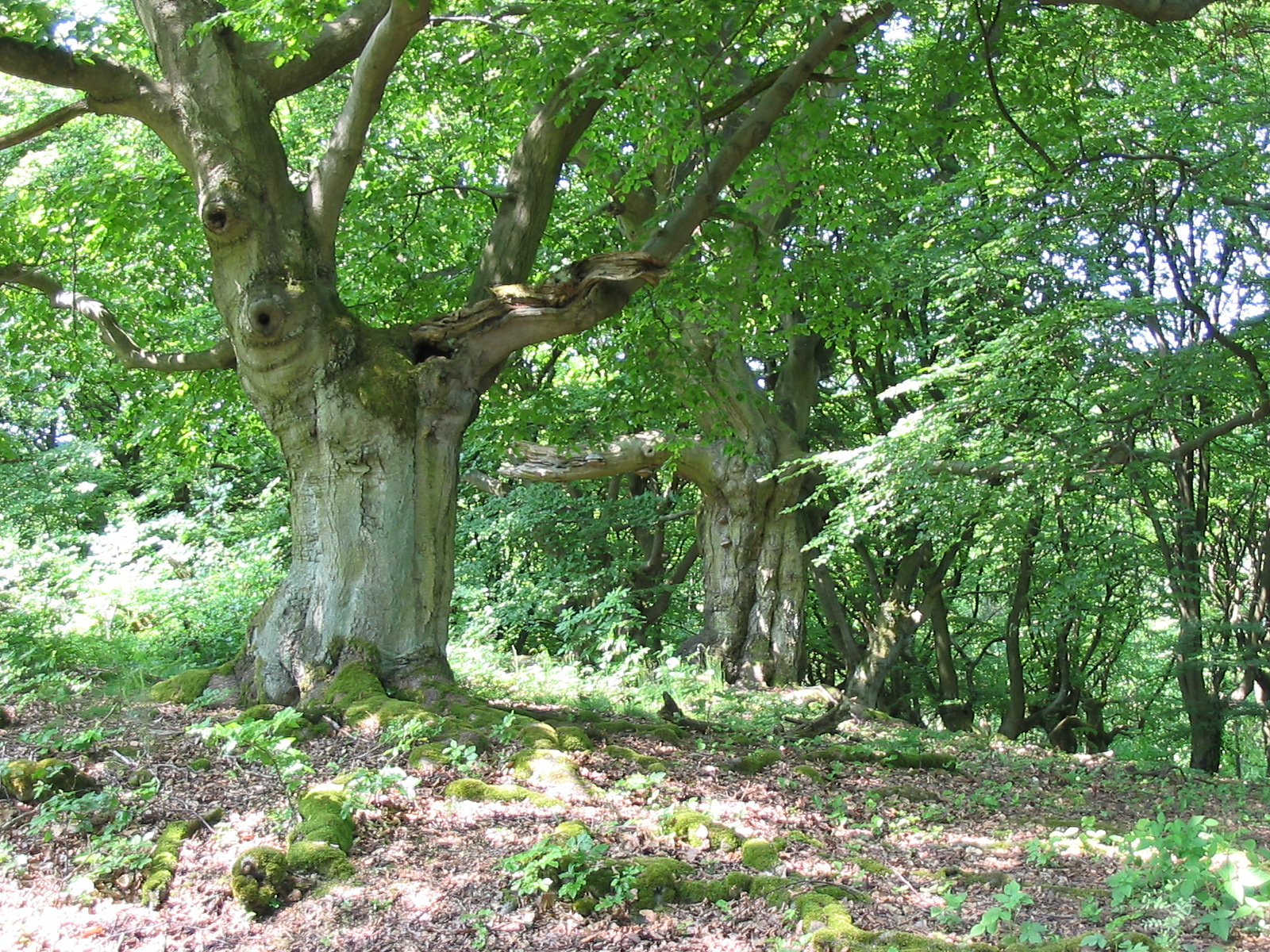
Hutewald Halloh

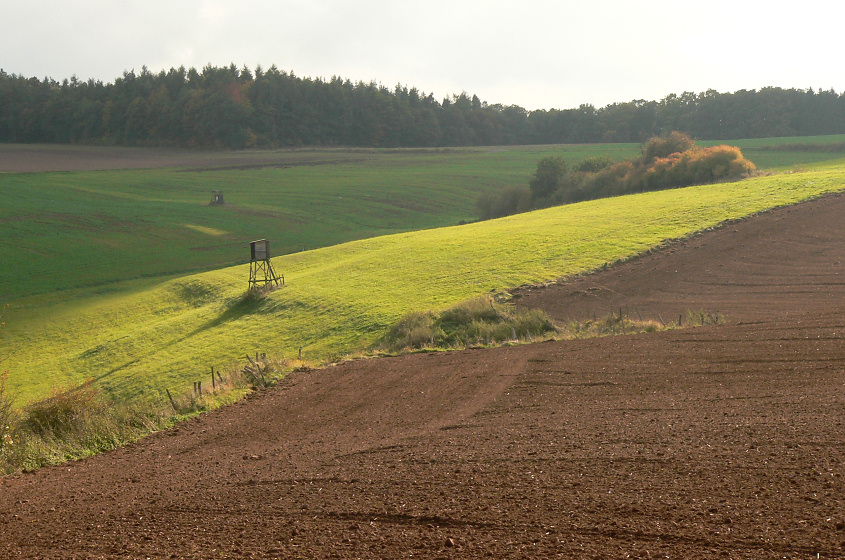
Acker- und Waldlandschaft bei Bad Wildungen

Das Helenental und der Sondergraben stehen seit 1986 unter Naturschutz. In den Ausläufern des Helenentals befinden sich die sehenswerten Wasserfälle von Odershausen. Des Weiteren findet man bei Odershausen im Wald, nahe der Jägersburg, drei alte Süntel-Buchen. Zu den Bilsteinklippen bei Reitzenhagen führt ein Aufstieg.
Wildungens Hausberg, der 518 m ü. NN hohe Homberg, bietet einen Rundumblick. „Das Paradies“ bei Albertshausen ist ein Wald in Richtung Gellershausen und Kleinern. Der Kellerwaldsteig führt durch das Stadtgebiet.
Im ehemaligen Hutewald Halloh in Albertshausen befindet sich noch ein 250 Jahre alter Buchenbestand (2015).

### Sport
In Bad Wildungen gibt es zwei Sportvereine, den VFL Bad Wildungen und den TV Friedrichstein. In den Hauptsportarten Fußball und Handball haben die beiden Vereine Spielgemeinschaften gegründet. Die SG Bad Wildungen/Friedrichstein für die Sportart Fußball und die HSG Bad Wildungen/Friedrichstein/Bergheim für den Handballbereich. Die 1. Damenmannschaft der HSG Bad Wildungen/Friedrichstein/Bergheim spielt seit dem Sommer 2011 in der 1. Bundesliga und ist das sportliche Aushängeschild der Region.
Zudem besteht die Flugsportvereinigung Bad Wildungen. Deren Segelfluggelände Auf der Schaufel befindet sich etwas abgelegen, in Richtung Braunauer Warte. Der FSV besitzt 6 vereinseigene Flugzeuge.
Seit 2005 ist die Wandelhalle in Bad Wildungen der Austragungsort der deutschen Billard-Meisterschaft.

### Kulinarische Spezialitäten
Eine Waldecker Spezialität sind Schepperlinge, eine Art Kartoffelpfannkuchen, die in Bad Wildungen traditionell mit Speck, Zwiebeln und schwarzem Kaffee serviert werden.
Wie in Nordhessen üblich findet sich die Ahle Wurst auch auf Wildunger Speiseplänen.

## Wirtschaft und Infrastruktur
Die wichtigsten Wirtschaftszweige der Stadt sind das Kurwesen und der Tourismus. Bad Wildungen ist Teil der Deutschen Märchenstraße, da das Märchen Schneewittchen und die Sieben Zwerge seine Wurzeln im Ortsteil Bergfreiheit haben soll.
In Bad Wildungen ist der 1936 in Peking gegründete Siebenberg-Verlag beheimatet. Verleger war Walter Exner (* 13. November 1911 in Wien; † 2003), der das Geschäft seines Vaters, des Kunsthändlers und Sammlers ostasiatischer Kunst Anton Exner, übernommen hatte.
Es bestehen die Holzfachschule, die Krankenpflegeschulen der Kliniken sowie ein Standort der Technischen Hochschule Mittelhessen.

### Verkehr
Der Ort ist von Kassel-Wilhelmshöhe im Zweistundentakt mit einem Regionalzug zu erreichen, der im Kopfbahnhof Bad Wildungen, dem Endbahnhof der Bahnstrecke Wabern–Bad Wildungen, endet. Alternativ fährt ab Kassel die Buslinie 500 über Fritzlar.
Für den innerstädtischen Busverkehr besteht ein Stadtbussystem mit vier Linien und zentraler Umsteigemöglichkeit an der Haltestelle Treffpunkt in der Brunnenstraße. Der regionale Busverkehr erfolgt im Rahmen des Nordhessischen Verkehrsverbunds.
Die Stadt liegt an den Bundesstraßen 485 und 253, die Anschluss an die Bundesautobahn 49 haben.

### Radfernwege
Entlang der Eder führen folgende Radwanderwege:
- Der 180 km lange Eder-Radweg beginnt im Rothaargebirge in Nordrhein-Westfalen und heißt hier Ederauenweg. Der größte Teil führt durch Hessen und heißt dann Ederradweg. Er folgt dem Lauf der Eder bis zur Mündung in die Fulda (Fluss) bei Guxhagen.
- Der Hessische Radfernweg R5 (Nordhessenroute Eder-Fulda-Werra) führt über 220 km von Willingen im Upland entlang des südlichen Ederseeufers, über Homberg (Efze) und Rotenburg an der Fulda bis nach Wanfried an der Werra.

### Medien
Regionale Tageszeitungen sind die Waldeckische Landeszeitung (WLZ/FZ) und die Waldeckische Allgemeine, ein Kopfblatt der Hessisch/Niedersächsischen Allgemeine (HNA).

### Kurbetrieb

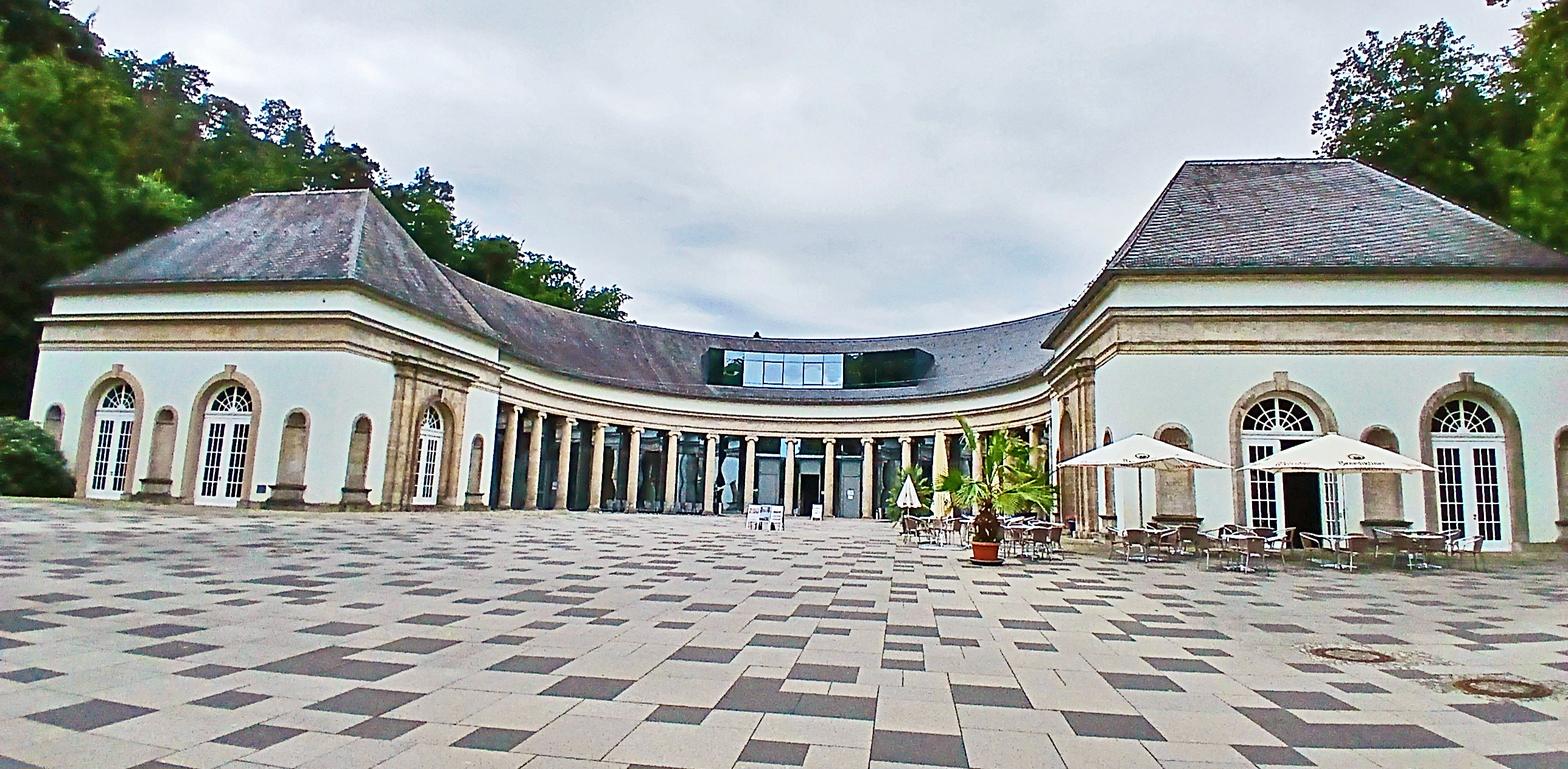
Wandelhalle im Kurpark

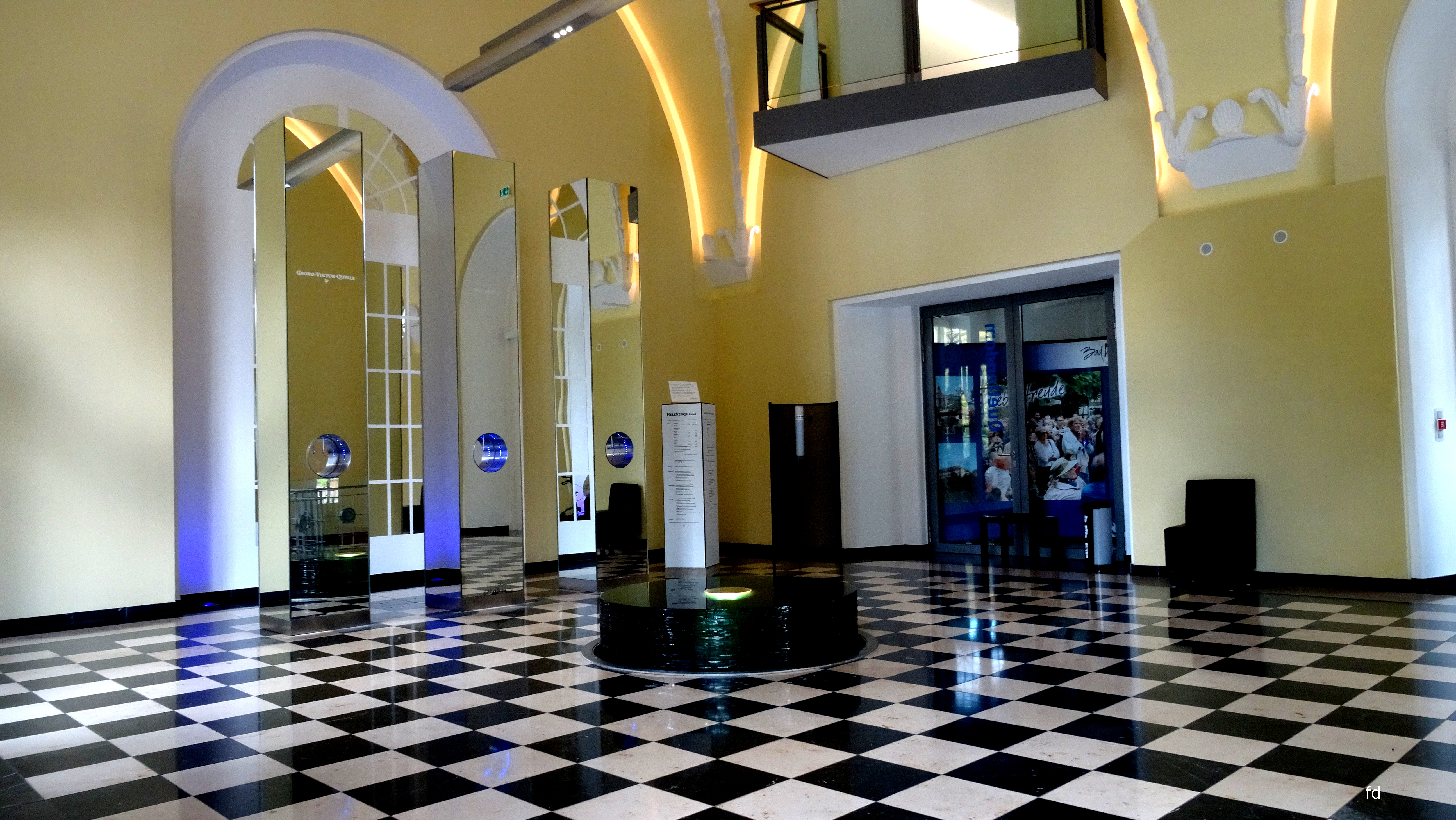
Quellendom in der Wandelhalle

Bad Wildungen ist ein Heilbad mit eisen-, magnesium- und kohlensäurehaltigen Quellen. Die Heilwässer unterscheiden sich in ihrer Zusammensetzung und Wirkweise. Die Helenenquelle, Georg-Viktor-Quelle, Reinhardsquelle und Naturquelle sind die bekanntesten Bad Wildunger Heilquellen. Die Wässer der Quellen werden als Mineralwasser in Flaschen abgefüllt und vertrieben.
An die Stelle der klassischen Trinkkur trat im Laufe der Zeit die medizinische Rehabilitation. Heute bestehen etwa 20 Kliniken, die die Krankheitsbilder der Orthopädie, der Psychosomatik, der Inneren Medizin und Rheumatologie, der Neurologie, der Onkologie und der Urologie behandeln, sowie Altenheime, Altenwohnheime, Altenpflegeheime. Die Bereiche Fitness, Wellness und Beauty gewinnen zunehmend an Bedeutung.
Die Gästezahl betrug 129.424 im Jahr 2015 bei 1,43 Mio. Übernachtungen jährlich. Damit war Bad Wildungen die Stadt mit den zweitmeisten Gäste-Übernachtungen in Hessen nach Frankfurt am Main.

### Bildung
Es gibt mehrere Grundschulen, eine Schule für Lernhilfe (Mathias-Bauer-Schule, ehemals Veit-Weinberg-Schule), eine Haupt- und Realschule (Ense-Schule) sowie das Gustav-Stresemann-Gymnasium. Die berufliche Bildung erfolgt durch die Hans-Viessmann-Schule. Eine berufliche Bildungsstätte ist die Holzfachschule Bad Wildungen. Sie ist Berufsschule, Meisterschule und Technikerschule für die Holzwirtschaft und Bundesfachschule für das Modellbauerhandwerk.

## Persönlichkeiten

### Söhne und Töchter der Stadt
- Philipp IV. (1493–1574), Graf von Waldeck-Wildungen
- Günther (1557–1585), Graf von Waldeck-Wildungen
- Wilhelm Dilich (1571–1650), Kupferstecher
- Christoph Scheibler (1589–1653), geb. in Armsfeld, Philosoph und Theologe
- Katharina von Waldeck-Wildungen (1612–1649), Regentin der Grafschaft Lippe
- Philipp VII. (1613–1634), Graf von Waldeck zu Wildungen
- Susanne Weber (1614–1656), Opfer der Hexenverfolgungen
- Juliane Elisabeth von Waldeck (1637–1707), Stifterin des Wildunger Waisenhauses
- Louis Seehausen (1749–1828), Advokat, Stadtsekretär in Niederwildungen und Abgeordneter im Fürstentum Waldeck
- Henrich Schalck (1760–1828), Buchbindermeister, Bürgermeister in Niederwildungen und Abgeordneter im Fürstentum Waldeck
- Christian Wahl (1762–1825), Kaufmann, Tuchmachermeister, Bürgermeister und Politiker
- Johann Daniel Wagener (1762–1842), Bürgermeister von Nieder-Wildungen
- Moritz Heller (1768–1839), deutscher Kaufmann, Bürgermeister von Niederwildungen und Politiker
- Wilhelm Schotte (1777–1849), deutscher Bäckermeister, Bürgermeister von Niederwildungen und Politiker
- Johannes Schaller (1785–1847), deutscher Steinhauer, Maurer, Maurermeister, Bürgermeister von Niederwildungen und Politiker
- Philipp Müller (1787–1839), Apotheker und Bürgermeister von Nieder-Wildungen
- Wilhelm Schaake (1790–1827), Kaufmann und Bürgermeister
- Philipp Krummel (1795–1872), Bürgermeister von Alt-Wildungen
- Georg Müller (1804–1868), Förster und Politiker
- Carl Kratz (1808–1869), Kaufmann und Politiker
- Johann Friedrich Koch (1811–1895), Jurist und Politiker
- Jacob Rörig (1812–1889), Jurist und Politiker
- Friedrich Hastenpflug (1812–1877), Richter und Landtagsabgeordneter
- Carl Friedrich Wilhelm Koch (1815–1882), Ölmüller und Politiker
- Karl Trainer (1816–1849), Pfarrer und Landtagsabgeordneter
- Philipp Wagener (1819–1888), Kaufmann, Bürgermeister von Nieder-Wildungen und Landtagsabgeordneter
- Hugo Stöcker (1830–1873), Jurist und Landtagsabgeordneter
- Wilhelm Mogk (1833–1894), Amtsrichter und Parlamentarier
- Otto Regenbogen (1855–1925), Veterinärmediziner
- Karl Klapp (1857–1932), Schuhmachermeister und Politiker (SPD)
- Wilhelm Strüning (1857–1937), Hutmacher und Politiker (SPD)
- Fritz Waldschmidt (1862–1937), Landrat im Kreis des Eisenbergs
- Hermann Waldschmidt (1862–1930), geb. in Wega, Politiker (DNVP)
- Gottfried Hagemann (1864–1918), Landrat
- Wilhelm Heine (1865–1943), Schneidermeister und Politiker
- Karl Krüger (1868–1921), Arzt und Politiker
- Philipp Krummel (1870–1946), Politiker (DNVP)
- Erwin Lorenz (1892–1970), Landtagsabgeordneter und Erster Beigeordneter in Bad Wildungen (FDP)
- Ludwig Wolff (1892–1975), Germanist
- Heinrich Friedrich Kunzemann (1899–1944), Politiker (NSDAP) und Abgeordneter des Provinziallandtages der Provinz Hessen-Nassau
- Gerhard Schröder (1921–2012), Rundfunkintendant
- Klaus Bringmann (1936–2021), Althistoriker
- Wolfgang Roth (* 1939), Psychologe
- Dieter Jung (* 1941), Künstler
- Alfred Resenberg (* 1942), Fußballspieler
- Renate Blume (* 1944), Schauspielerin
- Erich Gerhold (1944–2020), Politiker (CDU), Landtagsabgeordneter
- Jochen Brüning (1947–2025), Mathematiker
- Rolf Langhammer (* 1947), Wirtschaftswissenschaftler
- Heinz-Lothar Worm (* 1947), Autor
- Victor von Wilcken (* 1948), General
- Jürgen Triebel (* 1948), Komponist, Musiker, Produzent, Sänger sowie Fernseh- und Radio-Moderator
- Jochen Beyse (* 1949), Schriftsteller
- Jürgen Bornemann (1950–2019), Generalleutnant des Heeres der Bundeswehr
- Rolf Dobischat (1950–2021), Präsident des Deutschen Studentenwerks
- Walter Lübcke (1953–2019), Politiker (CDU) und Regierungspräsident in Kassel
- Claus Brockmeyer (* 1953), Schauspieler und Synchronsprecher
- Hartmut Wickert (* 1953), Theaterregisseur
- Sara Cardoso-Ribeiro (* 1958), Fotografin und Autorin
- Martin Häusling (* 1961), Politiker (Bündnis 90/Die Grünen)
- Michael Harenberg (* 1961), Komponist
- Gabriele Bischoff (* 1961), Gewerkschafterin und Politikerin (SPD)
- Claudia Ravensburg (* 1962), Landtagsabgeordnete (CDU)
- Gert Anhalt (* 1963), Journalist
- Frank Bremmer (* 1964), Neurobiologe und Hochschullehrer, Vizepräsident der Philipps-Universität Marburg
- Andrea Göpel (* 1969), Fernsehmoderatorin
- Ralf zur Linde (* 1969), Spieleautor
- Pantha du Prince (* 1975), Techno-Musiker, Komponist und Konzeptkünstler
- Patrick Lange (* 1986), Triathlet
- Carolin Schäfer (* 1991), Siebenkämpferin

### Persönlichkeiten, die in Bad Wildungen wirkten, ohne dort geboren zu sein
- Hans-Jürgen von Arnim (1889–1962), Generaloberst
- Albrecht Bernhard Frantz (1819–1888), Politiker und Verwaltungsjurist
- Gerhard Franz (1902–1975), Generalmajor
- Walter Exner (1911–2002), Verleger und Sammler ostasiatischer Kunst, Begründer des Siebenberg-Verlags, Betreiber des Asien-Museums und der Asien-Bücherei in Bad Wildungen
- Johann Hefentreger, auch „Johannes Trygophorus“ (~1497–1542), lutherischer Theologe und Reformator der Grafschaft Waldeck
- Trude Hoppe-Arendt (* 1905 in Berlin; † 2001 in Bad Wildungen), Freilicht- und Objektmalerin
- Meister des Netzer Altartriptychons (14. Jh.), gotischer Maler
- Philipp Nicolai (1556–1608), Liederdichter und lutherischer Hofprediger in Alt Wildungen
- Christoph Scheibler (1589–1653), Philosoph und Theologe
- Otto Schulz (1900–1974), Konteradmiral
- Rudolf Sempf (1900–1982), 1934–1945 Bürgermeister
- Peggy Sinclair (1911–1933), Cousine von Samuel Beckett
- Ursula Ziebarth (1921–2018), Schriftstellerin
- Willi Tillmans (1888–1985), Kunstmaler

### Ehrenbürger der Stadt Bad Wildungen
In Bad Wildungen, das bis 1906 den Ortsnamen Niederwildungen trug, wurde seit 1879 bisher an 16 Personen die Ehrenbürgerschaft als höchste Auszeichnung einer Stadt oder Gemeinde verliehen.
- Friedrich Sigismund Weber (1805–1892), aus Niederwildungen stammender Bäckermeister, der in St. Petersburg vermögend und Staatsrat wurde. Er und seine Familie finanzierten in Niederwildungen einen ersten Kindergarten. Da für erhielt er um 1879 die (neue) Ehrenbürgerschaft.
- Georg Höbener (1830–1918), Weißgerber und Sohn eines Niederwildunger Weißgerbers. Er war ab 1862 ehrenamtlich im Gemeinderat tätig, von 1892 bis 1894 als Bürgermeister. Zu seinem 75. Geburtstag wurde ihm für seine außerordentlichen und ehrenamtlichen Verdienste um das Wohl der Stadt im Jahr 1905 die noch neue Ehrenbürgerschaft verliehen.
- Adolf Klapp (1834–1925), aus Sachsenberg stammend, in der Kindheit mehrere Umzüge innerhalb Waldecks, Schulzeit in Korbach. Er war als Jurist beim Kreisgericht Wildungen und übernahm 1869 den Richterposten beim neuen Amtsgericht in Wildungen. Von 1891 bis 1913 war er Mitglied des Gemeinderats, von 1892 bis 1907 Abgeordneter im waldeckischen Landtag (davon neun Jahre Vizepräsident). Zum 50-jährigen Dienstjubiläum, zur 47-jährigen Richtertätigkeit und zum Ruhestand im Jahre 1913 wurde ihm die Ehrenbürgerschaft verliehen. In der Bad Wildunger Langemarckstraße befindet sich die von ihm um 1900 erbaute Villa Klapp.
- Otto Radke (1851–1934), aus Konitz (heutiges Polen) stammend, war Sekretär am Wildungener Amtsgericht, von 1894 bis 1898 ehrenamtliches Mitglied im Gemeinderat, von 1898 bis 1922 erster hauptamtlicher Bürgermeister. 1906 konnte nach großen Investitionen in die Infrastruktur unter der Führung Radkes das Heilbad-Prädikat erworben werden. Seither führt die nordhessische Kurstadt den Namen Bad Wildungen. Zum Ruhestand verlieh ihm die Stadt 1923 die Ehrenbürgerschaft.
- Fritz Appel (1860–1932), aus Niederwildungen stammend, zunächst Landwirt, später Berufsaufgabe, um sich vollständig dem Gemeinwohl zu widmen. Von 1896 bis 1932 ehrenamtlich im Vorstand des Armen- und Krankenhauses tätig, sorgte mit großzügigen Spenden für die Realisierung des Martin-Luther-Hauses. Von 1910 bis 1930 zusätzlich als Beigeordneter aktiv, bis er aufgrund von politischen Spannungen seines Amtes enthoben wurde. Zur Würdigung seiner langjährigen Tätigkeiten 1931 Verleihung des Prädikats „Stadtältester“ sowie Verleihung der Ehrenbürgerschaft.
- Adolf Hitler (1889–1945), Vorsitzender der NSDAP, von 1933 bis 1945 Reichskanzler und Diktator des Deutschen Reiches, wurde per Kollektiv-Beschluss zusammen mit Reichsminister Hermann Göring, Reichspräsident und Generalfeldmarschall Paul von Hindenburg und General Karl Litzmann am 4. April 1933 zum Ehrenbürger der Stadt Bad Wildungen ernannt. 2007 reagierte die Bad Wildunger Stadtverordnetenversammlung auf die Bestrebungen der Bürgerinitiative „Wir gegen rechts“, indem sie den 1933 gefassten Kollektiv-Beschluss symbolisch rückgängig machte und sich von den Verleihungen der Ehrenbürgerschaften an Hitler, Göring und Litzmann distanzierte.
- Hermann Göring (1893–1946), NSDAP-Mitglied, von 1933 bis 1945 Reichsminister des Deutschen Reiches, ab 1935 Oberbefehlshaber der Luftwaffe, wurde am 4. April mit Hitler, Hindenburg und Litzmann zum Ehrenbürger der Stadt Bad Wildungen ernannt, nahm als einziger seine Ehrenbürgerurkunde persönlich entgegen und stattete der Region regelmäßige Besuche ab. 1946 wurde ihm die Ehrenbürgerschaft rechtmäßig aberkannt.
- Paul von Hindenburg (1847–1934), 1925–1934 Reichspräsident der Weimarer Republik, 1933 Ernennung Adolf Hitlers zum Reichskanzler. Wurde am 4. April 1933 zusammen mit Hitler, Göring und Litzmann zum Ehrenbürger der Stadt Bad Wildungen ernannt.
- Karl Litzmann (1850–1936), trat als Wahlkampfredner auf und forderte die Ernennung Hitlers zum Reichskanzler. Von 1933 bis zu seinem Tode 1936 war er u. a. Reichstagsabgeordneter. Am 4. April 1933 wurde Karl Litzmann zusammen mit Hitler, Göring und Hindenburg zum Ehrenbürger der Stadt Bad Wildungen ernannt. 2007 distanzierte sich die Stadtverordnetenversammlung von diesem Beschluss und erklärte die Verleihung der Ehrenbürgerschaft posthum für unrechtmäßig.
- Ernst Waldschmidt (1853–1943), Heimat-, Boden- und Familienforscher, aus Mengeringhausen stammend, mit elf Jahren Umzug nach Niederwildungen, Schulzeit in Wildungen und Korbach. Seit 1902 Mitglied des Waldeckischen Geschichtsvereins, 1917 Rückkehr nach Bad Wildungen, Gründung des Familienverbandes Waldschmidt e. V. und Veröffentlichung eines umfassenden Werkes zur Familiengeschichte, Vorstandsmitglied der Museumsgesellschaft, ab 1927 ehrenamtlicher Konservator des Bad Wildunger Heimatmuseums, ab 1934 Museumsleiter. 1936 verlieh ihm die Stadt für seine außerordentlichen Verdienste um den Ausbau des städtischen Museums, die Neuordnung des Archivs und die wissenschaftliche Erforschung von Bad Wildungen die Ehrenbürgerschaft.
- Richard Kirchner (1861–1939), aus Arolsen stammend, Sohn des Leinenkittelhändlers und Schnapsbrenners Hermann Kirchner (Kirchner & Menge), einige Jahre als kaufmännischer Volontär in England, ab 1900 Übernahme des Vorstandes der neu gegründeten Fürstlich Wildunger Mineralquellen AG, damit Kurverwalter. Unter seiner Führung ab 1904 grundlegende Erneuerung und Neubauten der Kuranlagen, großzügige Stiftungen zur Realisierung städtischer Projekte, in diesem Zuge Ernennung zum Kommerzienrat. In Anerkennung seiner großen Verdienste um die Entwicklung der Kurstadt (1906 erhielt die Stadt das Heilbadprädikat und durfte sich fortan Bad Wildungen nennen) verlieh ihm die Stadt 1936 das Ehrenbürgerrecht.
- Wilhelm Frick (1877–1946), NSDAP-Mitglied, Jurist, Reichsinnenminister des Deutschen Reiches von 1933 bis 1943. Anlass zur Verleihung der Ehrenbürgerschaft bot der 60. Geburtstag des führenden Politikers: In einem Rundschreiben hatte der Deutsche Gemeindetag Städten mit über 5000 Einwohnern empfohlen, Wilhelm Frick zu ihrem Ehrenbürger zu ernennen. Umgehend setzte der parteitreue Bad Wildunger Bürgermeister Rudolf Sempf alle Hebel in Bewegung: Persönlich konnte er die Urkunde am 12. März 1937 in Berlin überreichen. 1946 wurde Frick in den Nürnberger Prozessen als Hauptschuldiger angeklagt – im Zuge dessen erkannte ihm die Bad Wildunger Stadtverordnetenversammlung seine Ehrenbürgerschaft noch zu Lebzeiten ab. Symbolisch wurde dieser Akt durch einen Beschluss aus dem Jahre 2007 wiederholt.
- Gustav Görner (1849–1939), aus Niedergrund stammend, Schreinerlehre, von 1869 bis 1872 auf Wanderschaft. Er gründete in Zittau eine Jalousiefabrik. Der Verkauf des erfolgreichen Zittauer Unternehmens erfolgte zum 1. Januar 1894, im Mai kam er in Bad Wildungen. Wenige Wochen später erwarb er das Scheffersche Guts in Reinhardshausen (Erbohrung der Prozeß-, Reinhards- und Schwefelquelle sowie Aufbau eines eigenen Kurbetriebes mit Kurpark, Versandhaus und kleiner Wandelhalle). Zur Würdigung seiner außerordentlichen Verdienste um das Wohl der Gemeinde Reinhardshausen zum 90. Geburtstag erfolgte die Verleihung des Ehrenbürgerrechts.
- Carl Reichardt (1865–1955), aus Eisleben stammend, ab 1894 zunächst wissenschaftlicher Hilfslehrer an der Städtischen Realschule Niederwildungen, von 1904 bis 1921 Rektor der Stadtschule sowie von 1904 bis 1932 (Pensionierung) Direktor der Realschule. Ab 1900 Beitritt zum Waldeckischen Geschichtsverein, Mitbegründer und Vorstandsmitglied der Waldeckischen Museumsgesellschaft (1906–1946). Insbesondere nach Pensionierung ehrenamtliche Ordnung und Erfassung des Stadtarchivs, zahlreiche Veröffentlichungen zur Heimat- und Stadtgeschichte. Zur 1949 nachgeholten 700-Jahr-Feier der Stadt Bad Wildungen Veröffentlichung einer bisher nicht existenten Stadtgeschichte („Die Geschichte von Stadt und Bad Wildungen 1242-1942“). Aufgrund seiner außerordentlichen Verdienste um die Förderung des geistigen Lebens im Oktober 1948 Ernennung zum Ehrenmitglied des Waldeckischen Geschichtsvereins und im Dezember Verleihung des Ehrenbürgerrechts bei Umbenennung der Straße „Am Golfplatz“ in „Reichardtstraße“, 1955 Verleihung des Bundesverdienstkreuzes am Bande.
- Albrecht Lückhoff (* 1933), aus Schlesien stammende Jurist. Von 1970 bis 1994 war er in drei Wahlperioden und 24 Jahren Bürgermeister von Bad Wildungen, von 1973 bis 1976 Vorsitzender der Initiative „Rettet Schloss Friedrichstein“, durch die das Schloss in Altwildungen gerettet und ab 1980 als museale Einrichtung des Landes Hessen wiedereröffnet werden konnte. Für seine langjährigen Verdienste um das Wohl der Stadt erhielt er 1994 zur Verabschiedung aus seinem Bürgermeisteramt das Ehrenbürgerrecht.
- Reinhard Grieneisen (1941–2025[49]), aufgewachsen in Braunau, gelernter Landwirt mit eigenem Betrieb, ab 1972 in zahlreichen kommunalpolitischen Ämtern ehrenamtlich aktiv, u. a. von 1972 bis 1981 als Stadtverordneter (CDU), von 1981 bis 1985 als Stadtrat, von 1985 bis 1994 als Erster Stadtrat. Nach Einführung der Direktwahl in Bad Wildungen von 1994 bis 2006 in zwei Wahlperioden Bürgermeister der Kurstadt. Aus Dank für seine langjährige kommunalpolitische Tätigkeit und sein großes Engagement zum Wohle der Gemeinschaft wurde ihm zum 80. Geburtstag im Jahre 2021 das Ehrenbürgerrecht verliehen.